# 京成バス千葉ウエスト塩浜営業所
京成バス千葉ウエスト塩浜営業所（けいせいバスちばウエストしおはまえいぎょうしょ）は、千葉県市川市塩浜にある京成バス千葉ウエストの営業所。
本項では、千葉県浦安市千鳥15番35号にある舞浜営業所（まいはまえいぎょうしょ）について扱うほか、塩浜営業所と舞浜営業所の前身である京成トランジットバス株式会社（けいせいトランジットバス）についても扱う。

## 京成トランジットバス
京成トランジットバス株式会社（けいせいトランジットバス）は、千葉県市川市塩浜2丁目17番4号にあったバス事業者。京成電鉄の連結子会社であり、京成グループの企業であった。京成カード（バス定期券のみ）加盟店。
JR京葉線市川塩浜駅付近にある本社敷地内に塩浜営業所を併設していたほか、千葉県浦安市千鳥15番35号に千鳥営業所（現・舞浜営業所、同じく京成グループの東京ベイシティ交通（現：京成バスウエスト千鳥営業所）とは別）があった。これらは2025年4月1日以降は京成バス千葉ウエストの営業所となった（後述）。
元々は東京ディズニーリゾート内の輸送等（東京ディズニーリゾート内ホテル・駐車場 - パーク間、および提携ホテルとリゾートを結ぶ無料送迎バスの運行）を目的として、京成電鉄およびオリエンタルランドの出資により1999年2月2日に設立された。
その後、京成電鉄が市川営業所八幡車庫担当路線（浦安線、行徳線、原木線、大洲線）の全線を分社化することとなり、行徳・浦安に至る2線は当社が受け持ち、北側の2線はタクシー会社の市川交通自動車（以下「市川交通」。京成タクシー市川を経て現：京成タクシーセントラル市川営業所）が「市川ラインバス」として受け持つことになった。4線の2社への移管は2001年9月16日である。
京成電鉄の連結子会社（持株比率67%）であるが、東京ディズニーリゾート内の既存の事業も継続したため、廃止時点までオリエンタルランドの持分法適用会社（同33%）であった。従って東京ベイシティ交通同様、京成電鉄から平成に分割された事業者と言うことはできるが、類する事業者である、ちばフラワーバス、ちばレインボーバス、京成タウンバス、ちばシティバス、ちばグリーンバスの5社とは、経営支配的観点で若干異なっていた。
2006年5月16日には京成バス船橋営業所の海神線が移管され、船橋市でも路線バスを営業するようになった。また、2009年8月1日をもって市川ラインバスの原木線・大洲線が移管され、市川交通は再びタクシー専業となった。これで、旧・京成電鉄八幡車庫の担当路線すべてを京成トランジットバスが受け持つことになり、路線数は5路線に増えた。なお、移管後も市川交通の本社営業所（旧・八幡車庫に所在）に京成トランジットバスの車両が待機していることがあった。
2014年7月22日より、京王バス東・調布営業所（現・京王バス）と共同運行で調布駅北口 - 東京ディズニーリゾート間の高速バスを運行開始した。
2014年7月23日より、京成バスが運行していた空港連絡バス「市川・行徳 - 羽田空港線」が移管された。
2021年2月2日の創立20周年に伴い、公式キャラクター「トラにゃ」が誕生し、トラにゃの装飾がされた車両が誕生した。
2025年4月1日には京成グループにおけるバス事業の再編により、松戸新京成バス・船橋新京成バス鎌ヶ谷営業所・東京ベイシティ交通と統合され、京成電鉄バスホールディングス傘下の京成バス千葉ウエストの営業所となったなお、トラにゃは塩浜営業所のキャラクターとして残ることも発表された。

## 営業所
- 塩浜営業所

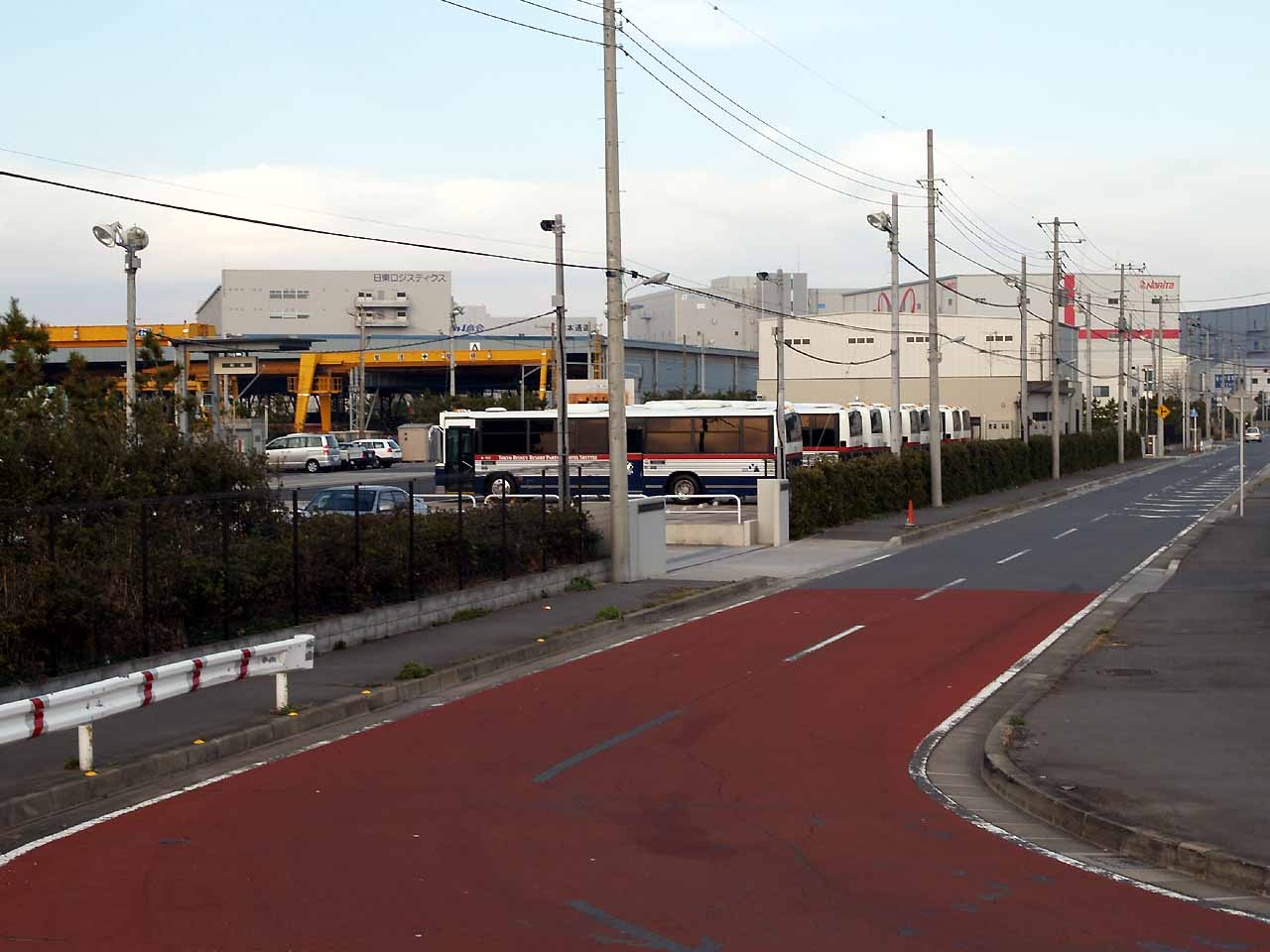
舞浜営業所（旧・京成トランジットバス千鳥営業所時代に撮影）

  - 京成電鉄から2路線を受け継いだ2001年9月16日以降、2025年3月31日までは京成トランジットバスの本社があった。全ての一般路線バス、高速バス、空港連絡バス、市川市コミュニティバス南部ルートを担当するほか、東京ディズニーリゾート・グッドネイバーホテルシャトルバスなど舞浜営業所が担当しない貸切・特定バス全般を担当する。

- 舞浜営業所（旧・千鳥営業所）
  - 2005年3月に開設された。東京ディズニーリゾートパートナーホテルシャトルバスの運行開始に伴い、専用車18台の増車（のちに25台へ増強）への対応と回送距離短縮のためである。東京ディズニーリゾート・パートナーホテルシャトルバスと、ウイッシュ&ディスカバー・シャトルバス、ディズニーリゾートクルーザー、オリエンタルランドキャスト用構内バスを担当する。

社番は東京ディズニーリゾート・パートナーホテルシャトルバスがK、オリエンタルランド関連輸送用車がR、ウイッシュ&ディスカバー・シャトル用貸切車がC、それ以外がMを冠している。
なお、車両の検査は京成バス市川営業所に委託している。

## 現行乗合路線

### 浦安線
- 浦安01： 本八幡駅南口 - 行徳橋北詰 - 押切 - 東京ベイ医療センター - 浦安駅
- 浦安02： 行徳駅 - 押切 - 東京ベイ医療センター - 浦安駅
- 浦安03： 本八幡駅南口 - 行徳橋北詰 - 押切 - 行徳駅 - 福栄二丁目 - ハイタウン塩浜 - 新浦安駅
- 浦安03： 行徳駅 → 福栄二丁目 → ハイタウン塩浜 → 新浦安駅（平日朝1本のみ）
- 浦安04： 本八幡駅南口 - 行徳橋北詰 - 押切 - 行徳駅
- 浦安05（廃止）： 市川塩浜駅 → ハイタウン塩浜 → 南行徳駅 → 東京ベイ医療センター → 浦安駅（平日朝1本のみ）
- 浦安06（廃止）： 市川塩浜駅 → ハイタウン塩浜 → 行徳高校 → ハイタウン塩浜第二 → ハイタウン塩浜第一
- 浦安07（廃止）： ハイタウン塩浜第二 → ハイタウン塩浜第一 → 市川塩浜駅
- 浦安08（廃止）： 新浦安駅 → ハイタウン塩浜 → 行徳高校 → ハイタウン塩浜第二 → ハイタウン塩浜第一
- 浦安09（廃止）： ハイタウン塩浜第二 → ハイタウン塩浜第一 → 新浦安駅
- 浦安10（廃止）： 新浦安駅 → ハイタウン塩浜 → 行徳高校 → ハイタウン塩浜第一 → 市川塩浜駅
- 浦安10（廃止）： 市川塩浜駅 → ハイタウン塩浜 → 行徳高校 → ハイタウン塩浜第一 → 新浦安駅
- 浦安11（廃止）： 新浦安駅 → ハイタウン塩浜 → 行徳高校 → ハイタウン塩浜第一 → 新浦安駅
  - 1921年：［葛飾乗合］八幡 - 河原（現・行徳橋南詰） - 欠真間 - 相の川 - 当代島 - 浦安（現在の林屋旅館付近（中央公民館のやや北側））を開通。
  - 大正末期：［葛飾乗合］船橋 - 原木 - 河原 - 浦安、および小松川（現在の京葉交差点付近） - 今井 - 相の川 - 浦安を開通。船橋 - 浦安線はその後の動向が不明。
  - 1942年2月1日：［京成］京成となる。今井 - 小松川は東京市営（現在の都営バス）となる。
  - 戦中： 休止される。
  - 1948年：［京成］本八幡駅 - 猫実（=浦安庚申前）、および今井 - 猫実の運行を再開（これより下は本八幡関係のみ記述する）。
  - 1963年3月以前:［京成］本八幡駅 - 行徳橋南詰 - 下妙典 - 徳願寺前（のちの寺町通り） - 相の川 - 猫実（または今井）を開通。下新宿経由の今井便もあった。その当時から、寺町通りが一方通行だったため、浦安方面のみの運行であった。また、行徳街道経由のほうが多かったようだ。
  - 1969年：［京成］本八幡駅 - 浦安車庫（のちのTDL直通バスターミナル、現・浦安駅入口と神明裏の中間）に変更。
  - 1976年11月16日：［京成］本八幡駅 - 浦安橋南詰 - 押切 - 行徳駅 - 行徳高校を開通。
  - 1988年12月1日：［京成］相の川経由便を浦安駅南口（現在の浦安駅入口停留所のやや西側付近）に短縮。行徳便を新浦安駅まで延長。本八幡駅・富浜 - 押切 - 行徳駅 - 郵政寮 - 浦安駅南口を開通。
  - 平成：［京成］新浦安駅発着便を美浜東団地経由から浦安警察経由に変更
  - 1995年4月1日：［京成］郵政寮経由便を廃止。相の川経由便を浦安駅までに短縮。
  - 1997年7月6日：［京成］本八幡駅 - 行徳橋南詰 - 押切 - 行徳駅 - 宝二丁目 - 富浜を開通。
  - 2001年9月16日：［トランジット］京成トランジットバスの路線となる。本八幡駅 - 行徳駅 - 富浜の運行がなくなる。行徳駅 - 相の川 - 浦安駅を開通。
  - 2010年1月18日：［トランジット］浦安05系統（浦安駅 - 東京ベイ医療センター - やなぎ公園 - ハイタウン塩浜 - 市川塩浜駅）を開通。ただし、平日のみ運行。
  - 2011年7月16日：［トランジット］浦安05系統平日のみ運行から土日祝も運行開始。
  - 2013年12月28日：［トランジット］浦安06～09系統 新規開業。
  - 2017年3月16日：［トランジット］浦安06・07系統廃止。浦安10・11系統新設。
  - 2018年7月16日：［トランジット］浦安05系統がやなぎ公園経由から南行徳駅経由に変更。南行徳四丁目 - 北浜公園バス停間が経路変更[10]。
  - 2021年1月16日：［トランジット］浦安10系統廃止。浦安05系統の一部を除く便が南行徳駅ロータリーおよびハイタウン塩浜第一・第二を経由するようになる[11]。
  - 2022年4月1日：［トランジット］浦安01・02・05系統が通過する「柳町」バス停を廃止[12]。
  - 2023年3月16日：［トランジット］浦安08・09・11系統のハイタウン塩浜第一・第二経由便を廃止[13]。浦安05系統は合わせて市川塩浜駅方向を廃止。
  - 2024年4月1日：［トランジット］浦安03系統の新浦安駅発行徳駅行きの区間便を設定（平日2便・休日1便）[14]。
  - 2025年4月1日：［千葉ウエスト］京成バス千葉ウエストの路線となる。浦安05系統廃止。

浦安01〜04系統は主に行徳街道を走行する路線である。古くからある路線のため、本八幡駅前や行徳橋など狭い区間がかなり多い。本八幡駅前の停留所は駅からやや離れており、100mほど南に行ったMEGAドン.キホーテ（旧・長崎屋）の前から発車する。浦安02・04は出入庫を兼ねていて、ほとんどの便は行徳駅到着後同じ車両で塩浜03・行徳04として運行される。逆方向も同様で、塩浜03系統は行徳駅到着後全便が浦安02・04となる。2011年には浦安駅〜塩浜営業所間の回送区間を市川市の要望で旅客化した浦安05系統が開業し、2013年にはハイタウン塩浜内の街路を経由する路線も新設されたが、利用者数の低迷や費用面の問題のため2023年3月15日をもってこれらの路線は廃止されることとなった。

### 行徳線
- 行徳01：行徳駅 → 行徳中央病院 → ヴェレーナシティ行徳（一部）→ 塩焼四丁目 → 妙典駅 → 第七中学校 → 行徳駅
- 行徳02： 妙典駅 → 塩焼四丁目 → ヴェレーナシティ行徳（一部） → 行徳中央病院 → 行徳駅 → 第七中学校 → 妙典駅[15]
- 行徳03： 妙典駅 → 行徳中央公園入口 → 第七中学校 → 行徳駅 → 千鳥町 → 市川塩浜駅
- 行徳04： 行徳駅 → 行徳中央病院 → 幸一丁目
- 塩浜01： 妙典駅 - ヴェレーナシティ行徳（一部）- 宝二丁目 - 市川塩浜駅
- 塩浜03： 行徳駅 - 新浜小学校 - 行徳中央病院 - 市川塩浜駅
- 妙典01（廃止）： 妙典駅 → ヴェレーナシティ行徳 → 妙典駅（10時以降）
- 妙典02（廃止）： 妙典駅 → ヴェレーナシティ行徳 → 行徳総合病院
- 富浜01（廃止）： 富浜 → ヴェレーナシティ行徳 → 富浜（朝のみ）
- 富浜02（廃止）： ヴェレーナシティ行徳 → 行徳総合病院 → 富浜
  - 昭和40-50年代：［京成］本八幡駅 - 妙典三丁目 - 富浜 - 行徳駅 - 行徳支所を開通。
  - 1981年4月1日：［京成］本八幡駅 - 行徳橋南詰 - 下妙典 - 妙典三丁目 - 稲荷木二丁目 - 本八幡駅を開通。
  - 1988年12月1日：［京成］本八幡駅 - 妙典三丁目 - 富浜 - 市川塩浜駅を開通。本八幡駅 - 行徳橋南詰 - 下妙典 - 富浜 - 行徳駅 - 行徳支所を開通。妙典線は廃止。
  - 1995年4月1日：［京成］下妙典経由便を廃止。
  - 1997年7月6日：［京成］行徳支所発着便をすべて富浜止まりに短縮。
  - 2000年9月16日：［京成］市川塩浜駅便を富浜 - 市川塩浜駅に短縮。妙典駅 - 宝二丁目 - 行徳支所（または市川塩浜駅または本八幡駅南口）を開通し、こちらが本線となる。
  - 妙典駅開業にともない、富浜停留所は朝のみの使用となる。
  - 2001年9月16日：［トランジット］京成トランジットバスの路線となる。行徳駅 - 市川塩浜駅を開通。
  - 2002年1月16日：［トランジット］行徳便が富浜・妙典駅 - 行徳駅に短縮。
  - 2012年7月16日：［トランジット］行徳03系統 路線開設。
  - 2014年3月20日：［トランジット］妙典01・02系統、富浜01・02系統（妙典駅・富浜 - ヴェレーナシティ行徳）路線開設。
  - 2019年3月16日：［トランジット］行徳04系統（行徳駅 → 幸一丁目）新設。
  - 2021年5月16日：［トランジット］妙典01・02系統、富浜01・02系統廃止。行徳01・02系統、塩浜01・02系統の一部便が『ヴェレーナシティ行徳』経由に変更。塩浜01・02・03系統が、新設された『塩浜車庫』バス停を経由するルートに変更し[16]、『塩浜車庫』始発便を新設。行徳03系統は、朝の一部便を市川塩浜駅まで区間延長。
  - 2022年3月12日：［トランジット］朝ラッシュ時の前乗り後降り運賃前払い申告制の乗車方法を廃止。
  - 2024年4月1日：［トランジット］『富浜』バス停を『妙典駅』バス停に編入し、「番線」による振り分けを実施[17]。また『富浜』バス停編入により、塩浜02系統が塩浜01系統に編入され系統消滅。行徳01・02系統を循環路線化。塩浜系統の全便『塩浜車庫』経由に変更[14]。
  - 2025年4月1日：［千葉ウエスト］京成バス千葉ウエストの路線となる。

主に行徳地区南部を走行する路線である。市川塩浜駅発着路線は出入庫を兼ねている。行徳03系統は富浜停留所近くの東西線高架下にあるバス折返場と行徳駅との回送区間を旅客化したものである。行徳04系統は夜間の塩浜03系統市川塩浜駅行の一部便を幸一丁目行に変更したもので、これにより同地区への利便性が向上した。
2024年4月1日ダイヤ改正より行徳01・02系統が循環路線に再編。起終点は、行徳01系統（内回り）は行徳駅、行徳02系統（外回り）は妙典駅とされた。
2022年3月11日までは行徳線各系統の朝ラッシュ時間帯に運行される便において乗降時間の短縮のため、前乗り後降りおよび運賃前払い申告制の乗車方式が採用されていた。前乗り時間帯は車両の前面に「前乗り」と書かれた黄色いボードが置かれ、行先表示器にも「前払い」と表示されていた。また終点では前後両方の扉が開く旨の放送が流れていた。2022年3月12日より前乗り方式が廃止され、全ての時間帯で後乗り前降りの整理券方式となった。

### 海神線
- 西船21（廃止）：西船橋駅 - 船橋中央病院 - 西船二丁目 - 山手三丁目 - 諏訪神社

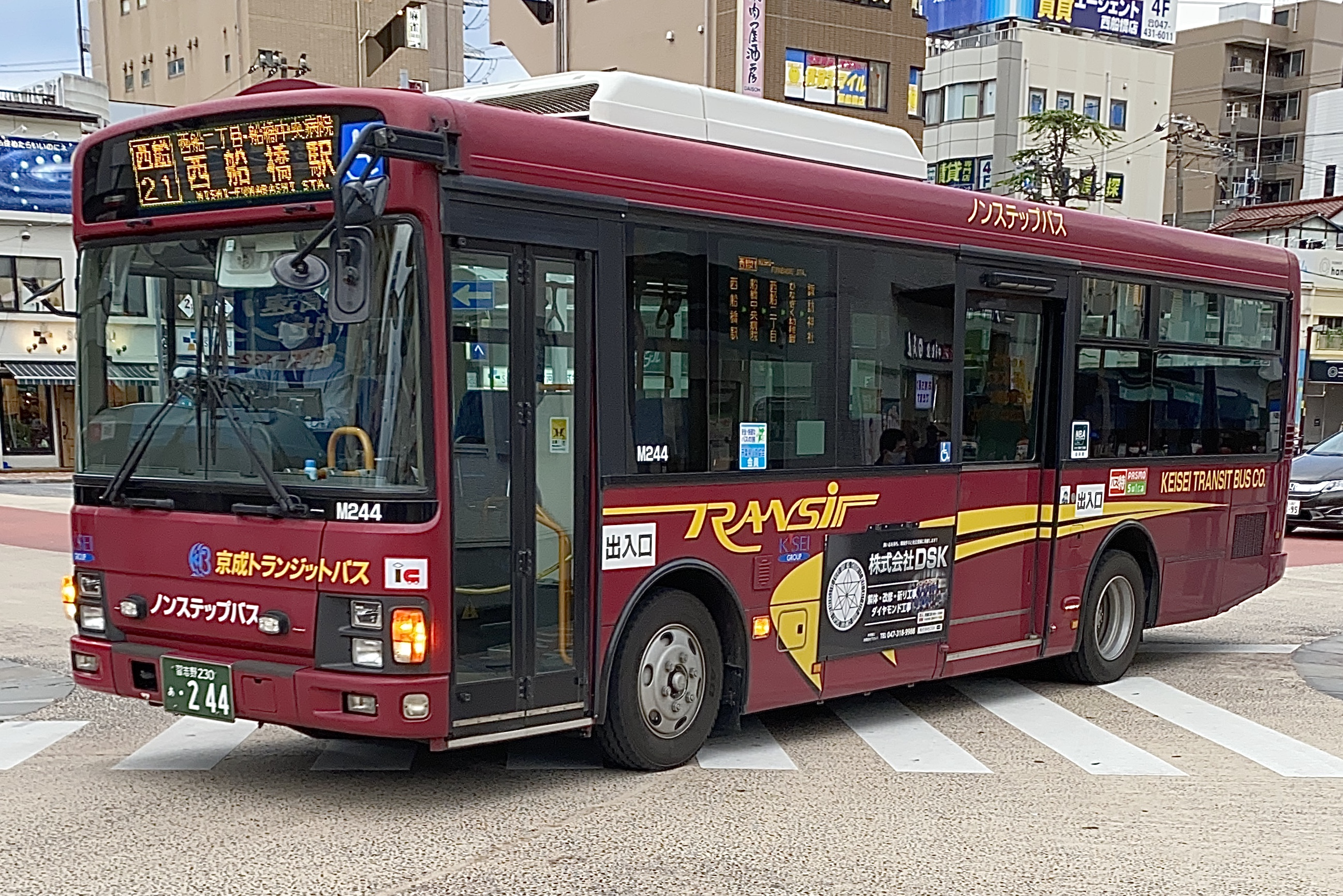
西船橋駅を発着する海神線

- - 1959年4月8日：［京成］西船橋駅 - 海神駅 - ひなぎく幼稚園 - 諏訪神社を開通。船橋営業所担当。
  - 1991年6月21日：［京成］西船橋駅 - 西船二丁目 - ひなぎく幼稚園 - 諏訪神社に変更。
  - 2006年5月16日：［トランジット］京成トランジットバスの路線となる。
  - 2020年3月16日：［トランジット］朝・夜一部便の経路変更により、ひなぎく幼稚園 - 山手2丁目 -  希望荘前区間を通過する便が誕生[20]。
  - 2025年3月31日：［トランジット］路線廃止[21]
  - 2025年4月1日：［千葉ウエスト］京成バス千葉ウエストの路線となる。

この路線については 京成バス市川営業所#ファイターズタウン線 も参照のこと
海神線は元々、海神駅を経由して諏訪神社に至る路線だった。

### 大洲線

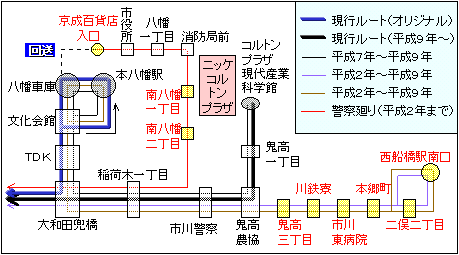
大洲線の変遷

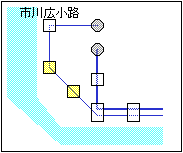
大洲線の変遷（市川駅付近）

- 市川01： 市川駅南口 - 大洲防災公園 - 本八幡駅南口
- 市川02（廃止）： 市川駅南口 → 大洲防災公園 → 大和田兜橋 → 行徳橋北詰 → 行徳駅 → 行徳中央病院 → 幸一丁目（深夜バス、平日深夜のみ）
- 市川04： 行徳駅 → 行徳橋北詰 → 大和田兜橋 → 大洲防災公園 → 市川駅南口（朝のみ）
  - 1970年：［京成］市川駅【北口】 - 市川広小路 - 大洲町 - 本八幡駅を開通。
  - 昭和40年代：［京成］市川駅南口発着に変更。
  - 1976年11月12日：［京成］警察廻り（市川駅 - 大洲町 - 市川警察 - 市役所 - 京成百貨店入口）を開通。（京成百貨店入口 - 八幡車庫を回送。）
  - 1989年6月30日：［京成］警察廻りを廃止し、市川駅または本八幡駅 - 市川警察（移設） - 市川東病院 - 西船橋駅南口を開通。
  - 1995年4月1日：［京成］本八幡駅 - 市川警察 - コルトンプラザ現代産業技術館を開通。
  - 1997年7月14日：［京成］西船橋駅南口発着便を廃止。コルトンプラザ発着便を市川駅との往復に変更。
  - 2001年7月16日：［京成］コルトンプラザ発着便を廃止。
  - 2001年9月16日：［市川ライン］市川ラインバスとなる。
  - 2009年8月1日：［トランジット］市川交通自動車から京成トランジットバスに移管
  - 2010年8月16日：［トランジット］市川01系統と市川02系統にて深夜バス運行開始（平日のみ運行）
  - 2010年12月4日：［トランジット］市川04系統を開設
  - 2019年3月16日：［トランジット］市川02系統を幸一丁目まで延伸。
  - 2022年4月1日：［トランジット］市川03系統新設に伴い、市川01系統の本数を減便。また、市川01系統の深夜バスが廃止[12]。
  - 2024年4月1日：［トランジット］市川02系統廃止[14]。
  - 2025年4月1日：［千葉ウエスト］京成バス千葉ウエストの路線となる。

市川駅南口から南の大州町を経由して本八幡駅南口まで行く。市川駅南口を発着する唯一の路線でもある（開通当初のごくわずかな時期は市川駅北口発着だった。図を参照）。同線は1970年に市川駅 - 本八幡駅間で営業を開始したが、その後東側にも足をのばすようになった。1976年には市川警察を経由する便（警察廻り）が開通し、1989年にはさらに西船橋駅南口まで足を伸ばした。しかし、これらの便は本数があまり多くないことなどからあまり乗客が定着せず、1997年7月に廃止されてしまった。
このほか千葉県立現代産業科学館への足として、1995年に本八幡からの支線が設けられたこともある。隣接した所にショッピングセンターのニッケコルトンプラザがあるため、終点の停留所名は「コルトンプラザ現代産業科学館」という非常に長いものになった。僅か2年後の1997年に市川駅発着に変更を行ったが、それでも改善が見られず、結局廃止となった。現在、コルトンプラザへは、京成バス千葉セントラルによる無料送迎バスが本八幡駅北口より運行されている。

### 大洲・中山線
- 市川03：市川駅南口 - 大洲防災公園 - 市川警察署・市川地方卸売市場 - ショップス前 - 北原木橋 - 西船橋駅南口
- 市川03：市川駅南口 - 大洲防災公園 - 市川警察署・市川地方卸売市場 - 市川地方卸売市場（構内）
  - 2022年4月1日：［トランジット］運行開始[12]
  - 2022年8月1日：［トランジット］通過する『鬼高四丁目』バス停が『アライ照明（あらいしょうめい）』に改称[23]
  - 2024年4月1日：［トランジット］ダイヤ改正により、西船橋駅南口 → 市川地方卸売市場行きが廃止。市川地方卸売市場(敷地内)バス停からの市川駅行き始発便が平日1便に減便。
  - 2025年4月1日：［千葉ウエスト］京成バス千葉ウエストの路線となる。

2022年4月1日ダイヤ改正により新設。市川駅から大洲町・稲荷木・鬼高を経由し西船橋駅南口に至る。市川駅南口から『市川地方卸売市場』までの区間運転も行われるが、その運用に限り卸売市場敷地内まで運行される。かつては西船橋駅南口からも発着便が設定されていたが2024年4月1日のダイヤ改正で廃止された。
また、現時点で市川駅発着便の中で唯一当路線のみ行先表示を『市川駅南口』としている（但し、車内放送は既存系統と同じ『市川駅』）
京成バス管轄時代に、大洲線としてほぼ同様のルートを通る路線が1989年から1997年9月まで存在しており、事実上復活した形となる。
路線新設前の2021年10月9日に市川地方卸売市場で開催されたイベント「市川ごちそうマルシェ」に京成トランジットバス20周年を記念し出店した関係で市川駅・西船橋駅からほぼ同様のルートで市川地方卸売市場敷地内に至る無料シャトルバスが運行された。市川駅発の運用では、大洲町・鶴指バス停からの途中乗車が可能であった。同年12月25日の同イベント開催時は西船橋駅北口から富浜（妙典駅）発着に変更。市川駅発着便は引き続き運行された。

### 市川・舞浜線
- 市舞01：市川駅南口 - （直行） - 舞浜駅（土日祝日限定）
  - 2024年7月8日：［トランジット］路線開設を発表[25]。
  - 2024年7月20日：［トランジット］運行開始。
  - 2025年4月1日：［千葉ウエスト］京成バス千葉ウエストの路線となる。

市川駅南口を起点に県道283号線・国道298号線・国道357号線を経由し、舞浜駅南口までを結ぶ路線。途中停留所は設けずノンストップで運転され、お盆・年末年始を除く土日祝日限定で1日1往復のみの運行である。ただし時間帯は、舞浜駅行きは7時台、市川駅南口行きは21時台に運行される。また8月の市川市民納涼花火大会開催時は道路規制により、市川駅南口行きが運休となる。

### 市川市コミュニティバス「わくわくバス」
- 南部ルート：東京ベイ医療センター - 南行徳駅 - 行徳駅 - 妙典駅 - 現代産業科学館・メディアパーク
  - 行徳ルート：行徳駅 → 新浜小学校 → 行徳中央病院 → 東浜公園 → 行徳駅前3丁目 → 中江川橋 → 塩焼3丁目 → 塩焼中央公園 → 幸中央公園 → ヴェレーナシティ行徳 → 行徳総合病院 → 塩焼4丁目 → ぴあぱーく妙典 → 妙典クリニックモール前 → 妙典4丁目 → 富浜（妙典駅） → 常運寺 → 関ヶ島 → 第七中学校 → 行徳バイパス → 行徳駅
  - 南行徳ルート：行徳駅 → 行徳郵便局 → 欠真間公園 → 欠真間2丁目南 → 南行徳公園 → 相の川4丁目 → 南行徳駅 → まんせい公園 → 南行徳1丁目 → 福栄中学校 → あいねすと駐車場前 → 新浜1丁目 → 行徳駅前4丁目 →新浜小学校 → 行徳駅

※ 行徳ルート・南行徳ルートは2024年2月1日より検証実験として運行。2025年1月31日をもって運行を終了した
- あいねすと循環ルート：白鷺公園(あいねすと入口) → 千鳥公園 → 白鷺公園（あいねすと入口） → 福栄公園（小原農園入口） → あべ内科入口 → 行徳駅前公園 → 南消防署 → 行徳駅 → 行徳バイパス → 行徳支所・行徳公民館 → 行徳駅前 → 南消防署 → 行徳駅前公園 → あべ内科入口 → 福栄公園（小原農園入口） → 白鷺公園（あいねすと入口） → 千鳥公園 → 白鷺公園（あいねすと入口）

※ 2022年9月30日をもって運行終了

### 高速バス
- 調布駅 - 東京ディズニリゾート線
  - 東京ディズニーランド・東京ディズニーシー - 調布駅（北口）
  - 座席定員制
  - 2014年7月22日 運行開始
  - 京王バスと共同運行
  - 交通系ICカードでの運賃支払いが可能

- いわき・日立 - 東京ディズニリゾート線
  - 東京ディズニーシー・東京ディズニーランド - 新田中内・多賀市民プラザ・日立市役所前・北茨城IC・いわき勿来IC・いわき湯本IC・いわき中央IC・いわき好間・好間一小・いわき駅
  - 座席指定制（発車オ〜ライネットなどで販売）
  - 東京ベイシティ交通からの運行移管により、2016年4月1日より運行開始
  - 新常磐交通、茨城交通と共同運行
  - 往復割引あり
  - 得10（とくてん）スタンプ（1乗車でスタンプ1個押印。スタンプを10個集めると、次回当路線１往復を無料となるサービス）を実施→新規配布は2025年3月31日をもって終了している。押印、特典利用は2028年3月31日まで実施。

- 川越・大宮 - 東京ディズニーリゾート線
  - 東京ディズニーランド - 東京ディズニーシー - 大宮駅西口 - 川越駅西口 - 本川越駅 - 札の辻 - 神明町車庫
  - 座席定員制
  - 東京ベイシティ交通からの運行移管により、2016年4月1日より運行開始
  - 東武バスウエストと共同運行。
  - 交通系ICカードでの運賃支払いが可能
  - 2019年9月までは回数券が発売されていた[29]

- 武蔵浦和・池袋 - 東京ディズニーリゾート線
  - 東京ディズニーランド - 東京ディズニーシー - 池袋駅西口 - 武蔵浦和駅西口
  - 2017年9月16日より運行開始
  - 座席定員制
  - 国際興業、京成バスと共同運行
  - 交通系ICカードでの運賃支払いが可能
  - 2024年5月27日より国際興業バスの1往復のみ運行

- 幕張メッセ - 渋谷駅線

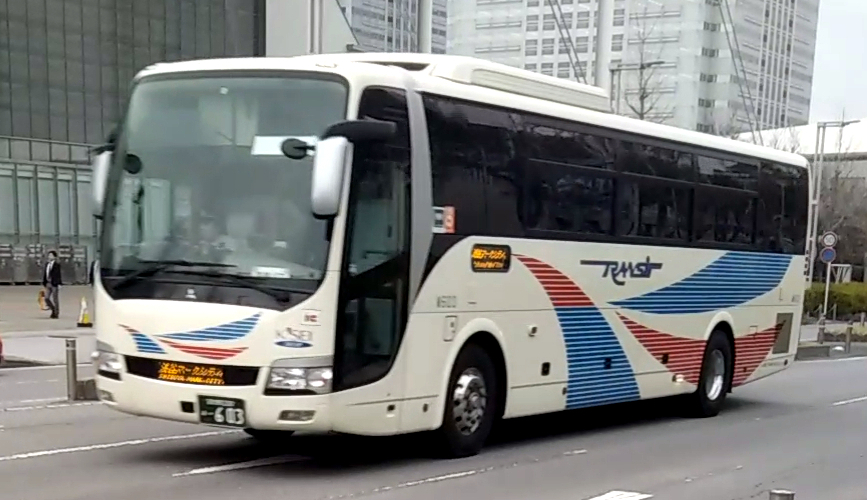
幕張メッセ発渋谷マークシティ行きの臨時直通バス

- 幕張メッセ中央→渋谷マークシティ（渋谷駅）　
- 座席定員制
- 2015年9月17日より運行開始
- 京成バス、東急トランセ、京王バスと共同運行
- 大規模イベント開催時のみの臨時運転。運転される場合は ホームページ などで案内がある。午後の幕張メッセ発のみが運行される。

- 横浜駅 - 東京ディズニーリゾート線
  - 東京ディズニーランド・東京ディズニーシー - 横浜駅東口
  - 座席定員制
  - 京成バスから高速路線バスの管理の受委託制度により受託
  - 多客日の臨時便を受託

- かしま号
  - 東京駅 - 水郷潮来バスターミナル・アートホテル鹿島セントラル・鹿島製鉄所・鹿島宇宙センター・鹿嶋市役所・鹿島神宮・鹿島神宮駅・メルカリスタジアム
  - （メルカリスタジアム→東京駅 ※Jリーグ試合開催日の試合終了後の自由席・直行便）
  - 座席定員制
  - 京成バスから高速路線バスの管理の受委託制度により受託
  - メルカリスタジアムでのJリーグ試合開催日や年末・年始などの多客日の臨時便を受託

- 東京駅 - メルカリスタジアム（座席指定・直行便）
  - 東京駅 - メルカリスタジアム
  - 座席指定制（高速バスネットで販売）
  - 京成バスから高速路線バスの管理の受委託制度により受託
  - メルカリスタジアムでのJリーグ試合開催日の臨時便を受託

- 武蔵小杉駅・二子玉川 - 東京ディズニーリゾート線
  - 東京ディズニーランド・東京ディズニーシー - 二子玉川地区・武蔵小杉駅東口
  - 二子玉川地区は東京ディズニーリゾート方面行きが二子玉川ライズ・楽天クリムゾンハウス発。東京ディズニーリゾート発については二子玉川駅着。
  - 座席指定制（当初は東京ディズニーリゾート着の便のみであったが、2023年12月1日より東京ディズニーリゾート発の便でも開始された[30]。）
  - 2019年12月16日より運行開始。
  - 京成バス・東急バスと共同運行。
  - 交通系ICカードでの運賃支払いが可能

- 幕張メッセ - YCAT線

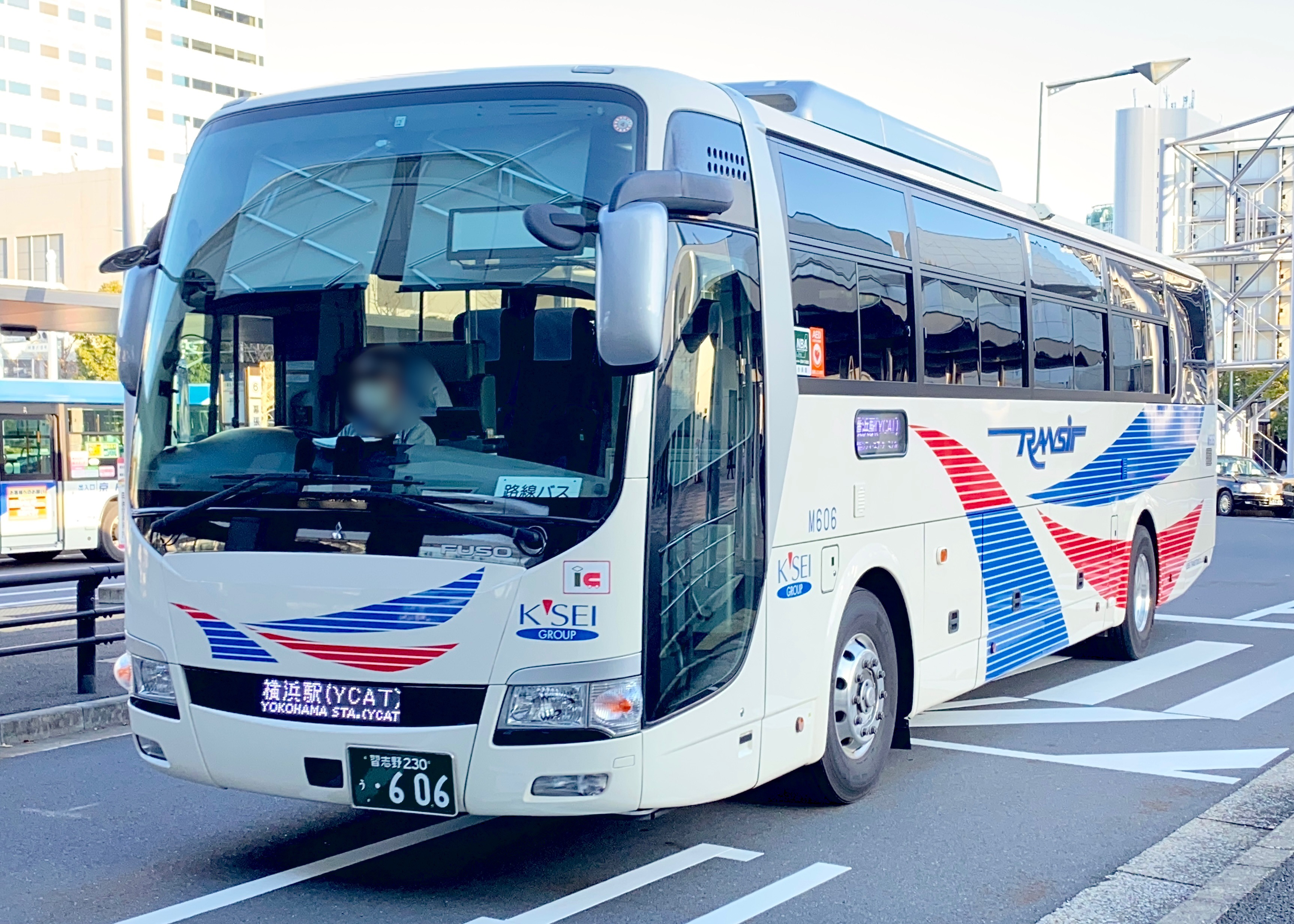
幕張メッセ発YCAT行きの臨時直通バス

- YCAT（横浜駅） - 幕張メッセ中央
- 座席定員制
- 2021年12月8日より新規参入
- 京成バス（新習志野高速営業所・奥戸営業所・千葉営業所・長沼営業所）、京成バス千葉イースト（新港営業所）と共同運行
- 大規模イベント開催時のみの臨時運転。運転される場合は京成バスのホームページで案内される。

### 空港連絡バス
- 市川・行徳-羽田空港線
  - 市川駅南口・富浜（妙典駅）・行徳駅 - 羽田空港（国内線・国際線）
  - 2010年7月16日運行開始（2014年7月23日より運行移管）
  - 東京空港交通と共同運行
  - 京成バスが運行していた空港連絡バスの市川・行徳 - 羽田空港線が2014年7月23日より運行移管された
  - 空港バスチケットサービス対象路線
  - 羽田空港行きのみPASMO・Suica利用可能

- エアポートバス東京・成田
  - 東雲車庫・東雲イオン前・銀座駅・東京駅八重洲口 - 成田空港
  - 2020年2月1日より参入
  - 座席定員制（一部便は座席指定制）
  - 京成バス、京成バスシステム、成田空港交通、JRバス関東、平和交通、あすか交通、西岬観光と共同運行
  - お台場、東雲、銀座、東京駅と成田空港を結ぶ高速バス路線。京成グループが運行する「東京シャトル」、「有楽町シャトル」と、ビィートランセグループとJRバス関東が共同運行する「THEアクセス成田」が2020年2月1日に統合され運行開始。京成トランジットバスはこの統合時に正式参入した。
  - 交通系ICカードでの運賃支払いが可能

### 花火大会開催時
毎年8月の第1土曜日（2024年は第4土曜日）に「市川市民納涼花火大会」が開催される。当日は夕方以降、以下の路線の運行区間が変更となる。
大洲線

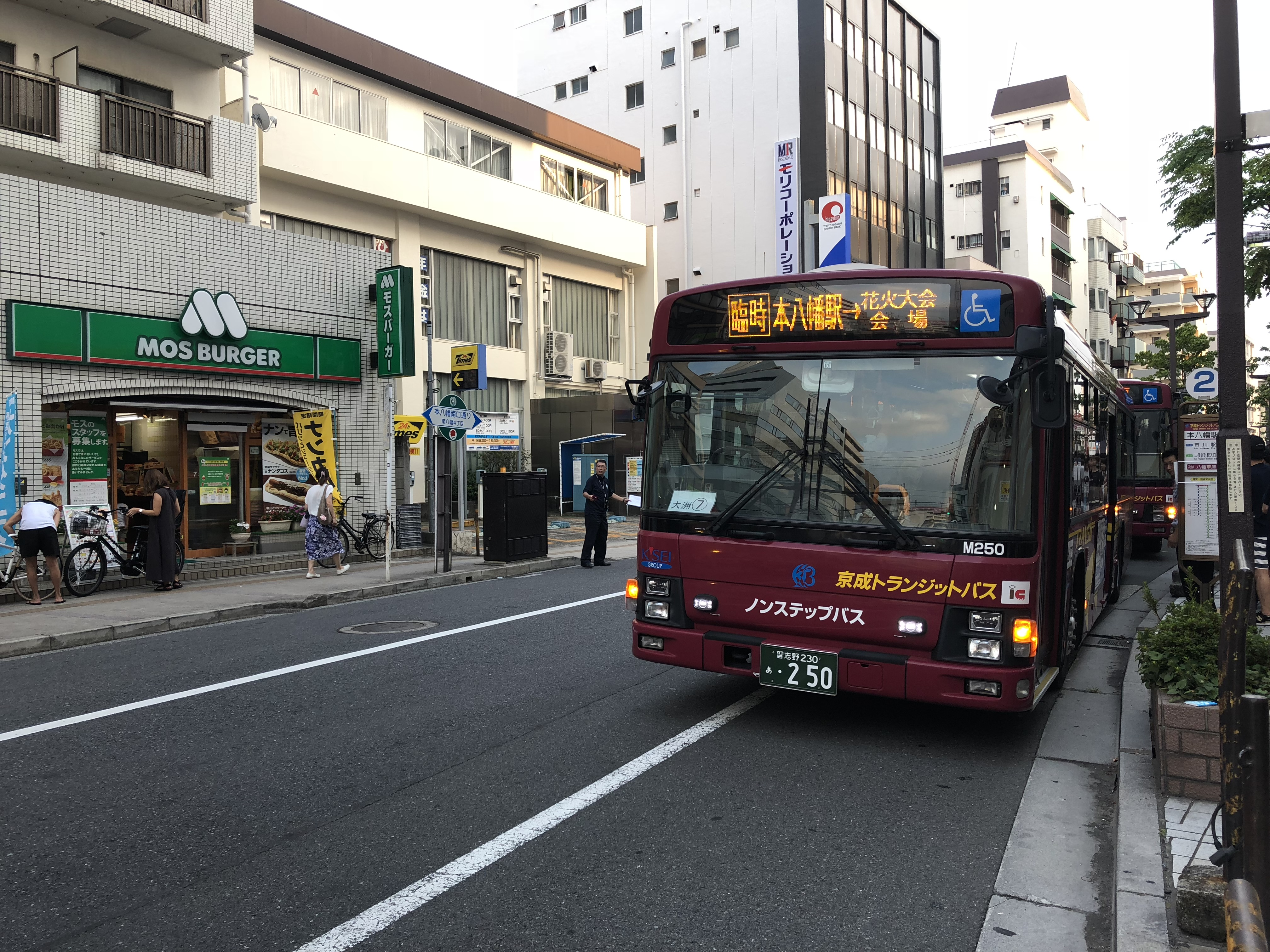
花火大会開催時の大洲線

- 本八幡駅 - 大洲防災公園（花火大会会場）

「大洲防災公園 - 大洲町 - 市川駅」間は運休となる。
行先表示は「[臨時]本八幡駅→花火大会会場」（帰りの場合は「[臨時]花火大会会場→本八幡駅」）となる。
なお、大洲防災公園（花火大会会場）の本八幡駅方面の乗り場は大洲防災公園内に設置される。
大洲・中山線
- 西船橋駅南口 - 大洲防災公園

「市川駅 - 大洲防災公園」間は運休
市川・舞浜線
21時台の舞浜駅発市川駅南口行きが運休
空港連絡バス
- 富浜（妙典駅） - 行徳駅 - 羽田空港

「市川駅 - 富浜（妙典駅）」間は運休となる。

## 東京ディズニーリゾート輸送

### ディズニーリゾートクルーザー
ディズニーリゾートクルーザーは、東京ディズニーリゾート内のオフィシャルホテルとパークを連絡する無料シャトルバスであり、京成バス千葉ウエスト舞浜営業所は、このうち「Aルート」と「Bルート」と呼ばれる路線を担当している。
「Aルート」はディズニーアンバサダーホテル（以下DAHと略記）と東京ディズニーランド、東京ディズニーシーそれぞれのパークを結ぶ2路線がある。これらの路線は当初DAH所有の自家用車が使用され運行管理を大新東に委託していたが、2016年4月より当社が受託しさらに同年夏より各車両が順次京成トランジットバスに移籍し貸切車として登録され、現在では京成バス千葉ウエストが運行している。
「Bルート」には路線が6つあり、それぞれディズニーリゾートラインのベイサイド・ステーション駅と、各オフィシャルホテル（東京ベイ舞浜ホテル ファーストリゾート、ヒルトン東京ベイ、シェラトン・グランデ・トーキョーベイ・ホテル、ホテルオークラ東京ベイ、グランドニッコー東京ベイ 舞浜、東京ベイ舞浜ホテル）を直結するものである。

### 東京ディズニーリゾートパートナーホテルシャトル
東京ディズニーリゾート・パートナーホテルシャトルは、リゾート内でオフィシャルホテルに次ぐランクの公認ホテルであるパートナーホテルとパークを連絡する無料シャトルバスであり、アメリカ横断バスをイメージした車両で運行される。運行開始当初は貸切免許によっていたが、現在は特定免許での運行となっている。
路線はいずれも東京ディズニーランド、東京ディズニーシーから各ホテルへ直通するもので、京成バス千葉ウエスト舞浜営業所では、浦安ブライトンホテル、オリエンタルホテル東京ベイ、三井ガーデンホテルプラナ東京ベイの各ホテルを連絡する路線を担当している。2016年2月まではファウンテンテラスホテル、5月まではパームテラスホテルへも運行していた。

### 東京ディズニーリゾートグッドネイバーホテルシャトル
東京ディズニーリゾート・グッドネイバーホテルシャトルは、上記2ホテル群に次ぐランクで主に浦安市外の近隣地区にある公認ホテルとパークを連絡する無料シャトルバスであり、高速型の車両で運行される。全線が京成バス千葉ウエスト塩浜営業所による運行である。運行開始当初は貸切免許によっていたが、現在は特定免許での運行となっている。そのため、車両も特定登録であるが増便や代走は貸切登録に変更された車両が使用されることがある。
路線はいずれも東京ディズニーランド、東京ディズニーシーから各ホテルへ直通するもので、都内の7ホテル（京王プラザホテル、東京ベイ有明ワシントンホテル、ヒルトン東京お台場、第一ホテル両国、東武ホテルレバント東京、ホテルイースト21東京、相鉄グランドフレッサ　東京ベイ有明）と千葉県内の2ホテル（京成ホテルミラマーレ、ホテルニューオータニ幕張）を連絡している。

### ウイッシュ&ディスカバー・シャトル
ウィッシュ&ディスカバー・シャトルは、パートナーホテルであったパーム&ファウンテンテラスホテルが、ディズニーホテルにリブランドされ2016年6月1日にオープンした東京ディズニーセレブレーションホテルと各パークを連絡する。当初は旧ファウンテンテラスホテルであるウィッシュ棟のみがオープンしたためウィッシュ棟発着のみだったが、旧パームテラスホテルであるディスカバー棟が追って9月10日に開業したため、名称はそれを先取りして「ウイッシュ&ディスカバー・シャトル」となっている。他のホテル送迎と異なり、貸切免許での運行となっている。

### 東京ディズニーリゾートキャスト専用バス
東京ディズニーリゾートの広大な敷地内(バックステージ)内のキャスト輸送を担う。車両、運転手はすべて京成バス千葉ウエスト舞浜営業所所属である。ホテル輸送と同様に東京ディズニーリゾートキャスト共通のネームタグを着用する。TDLルート、TDS Aルート、TDS Bルートの3ルートあり、すべてのバスがワードローブビルのバス停を経由する。東京ディズニーランド勤務者が使用するワードローブ別館を経由するルートはTDLルートのみである。

## 廃止路線
すべて京成トランジットバス時代に廃止された路線である。

### 原木線

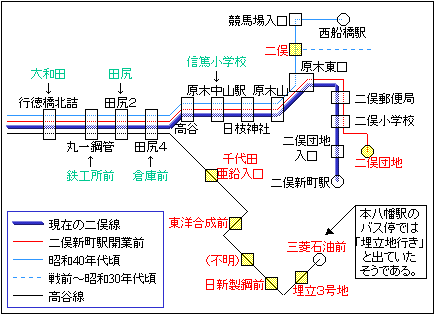
原木線の変遷

- 二俣01（廃止）： 本八幡駅 - 稲荷木保育園入口 - 高谷 - 原木中山駅 - 二俣新町駅入口
  - 戦前：［葛飾乗合］今井 - 今井橋 - 行徳橋 - 原木 - （現・西船橋駅の南側） - 本町 - 船橋駅を開通。（廃止日不明）
  - 1943年：［京成］京成電気軌道となる。当時の運行状況は不明。
  - 1958年12月20日：［京成］原木線として、本八幡駅 - 西船橋駅を開通。
  - 1963年2月1日：［京成］高谷線（本八幡駅 - 行徳橋北詰 - 埋立3号地 - 三菱石油前）を開通。なお、バス停などは「埋立地」行となっていた。
  - 昭和40年代：［京成］原木線を、本八幡駅 - 二俣団地に変更。
  - 昭和40年代：［京成］高谷線を廃止。
  - 1989年6月30日：［京成］本八幡駅 - 二俣新町駅に変更。
  - 2001年9月16日：［市川ライン］市川交通自動車（市川ラインバス）となる。
  - 2009年8月1日： ［トランジット］市川交通自動車から京成トランジットバスに移管
  - 2020年3月10日〜3月15日：行徳橋架け替え工事による通行止めに伴い、大和田兜橋・一本松・稲荷木・行徳橋北詰区間を運転を取りやめ、産業道路・京葉市川ICへと迂回する運行を行った。[31]
  - 2020年3月16日：［トランジット］行徳橋架け替え工事で用いた迂回経路へ正式に変更された。これにより、大和田兜橋・一本松・稲荷木・行徳橋北詰区間の運行を終了し（浦安01・03・04系統は引き続き経由する）、新規区間に「稲荷木保育園入口（とうかぎほいくえんいりぐち）」バス停を新設した[20]。
  - 2021年5月16日：［トランジット］妙典05系統新設に伴い減便。
  - 2025年3月31日：［トランジット］路線廃止[21]

この線は、もともと船橋と行徳地区・今井を結ぶ路線であった。その後、本八幡駅 - 西船橋駅になり、二俣団地ができたときに、本八幡駅 - 二俣団地に変更になり、京葉線開通で二俣新町駅に至った。ただし、終点の二俣新町駅入口停留所はJRの駅から大変離れていた。
市川交通自動車に移管されたときの路線の変更はないが、本数が少なく、長く待たされることが多く、本八幡駅でも原木中山駅でも二俣新町駅でも駅とバス停が若干か、かなり離れているなどして不便なため抜本的な改良が望まれており、市議会では、原木 - 西船間のバス路線復活や、京成電鉄直営時代に存在していた西船橋駅 - 二俣新町駅間の二俣線復活も要望されている。
南部区間では、21世紀になってから、東京エアカーゴシティターミナルが跡地にコーナンが造られているなどの大変化がある（ただし今はコーナンなどはない）。

### 原木線（妙典橋経由）
- 妙典05（廃止）：本八幡駅南口 - 稲荷木保育園入口 - 原木中山駅入口 - 市川南高校入口 - （妙典橋） - 妙典駅
  - 2021年5月16日：［トランジット］運行開始
  - 2024年4月1日：［トランジット］平日のみ1往復の運行に減便。
  - 2025年3月31日：［トランジット］路線廃止[21]

本八幡駅南口から稲荷木地区、原木中山駅付近・市川南高校付近を経由し、2019年に開通した妙典橋を渡って妙典駅に至る。2021年5月に運行を開始した。

## 車両
路線車は京成バス市川営業所だった時代と同じく小型車を除いてすべていすゞエンジンの車両である。また、ほとんどの路線車が大型車はいすゞ・エルガ、中型車はいすゞ・エルガミオとなっている。
車体はジェイ・バス（旧IKコーチ〜いすゞバス製造）製のもののほかに富士重工業製のものが存在していたが、現在はほとんどがジェイ・バス製である。カラーリングは小豆色一色に黄色で「TRANSiT」のロゴが入り、ノンステップバスは黄色のアクセントラインが加わる。分社化当初は京成バスと同じカラーリングも存在したが、後年市川ラインバスからの転入車も塗り替えられて統一された。導入された新車はすべて中型大型を問わずAT車となっている。京成グループのバス事業者としては、早い時期から持ち手が進行方向に対して垂直向きで握りやすい五角形の吊革を採用しており、現在では五角形の吊革を取り付けている車両が多い。京成バスからの移籍車も存在し、内装に一部トランジット自社発注車との相違点があるが、移籍車も小豆色のトランジット標準色に塗り替えられている。小型車は日野・リエッセで、主に原木線で使用されている。
2024年10月、ジェイ・バス宇都宮工場にていすゞ・エルガをベースにコンセプト提案車両として製造されたオリジナル車両『ファン！バス(FUN！BUS)』を導入。
東京ディズニーリゾート関連は、TDRを経営・運営するオリエンタルランドが、車両デザインを日野自動車系列のアトラデザイン（当時）に依嘱したためか日野車が中心で、ディズニーリゾートクルーザーはレインボーRJ・レインボーII・レインボーHR、ブルーリボンII、パートナーホテルシャトルはブルーリボンシティおよびブルーリボンIIをベースに東京特殊車体がオリジナルボディを架装、または標準ボディをアレンジしている。なおパートナーホテルシャトルは車両点検や故障時の代走、繁忙期の応援として路線車と同色（元パーキングシャトルの全塗装車）で用意した予備車や青色濃淡塗装の貸切登録の路線車（オフィシャルホテル等のスタッフ送迎貸切用）、更に足りないときは塩浜営業所の路線車を使用することがある。2016年6月1日より運行を開始したウイッシュ&ディスカバー・シャトルは専用ラッピングを施した三菱ふそうトラック・バス製のエアロスターを使用している。2014年5月1日に大新東から引き継いで運行を開始したオリエンタルランドキャスト輸送用車は専用塗色のいすゞ・エルガハイブリッドを使用している。そのほか、オフィシャルホテル等のスタッフ送迎貸切車が在籍し、こちらは京成トランジットバス時代には青系濃淡塗装に同社のロゴが入っていた。これらスタッフ送迎車は貸切登録のいすゞ・エルガ(いすゞバス製造製車体・富士重工業製車体)である。また、同様の塗装でトランジットバスのロゴがなく、東京ディズニーリゾートのロゴが入った日野・ブルーリボンIIが存在している。この車両は大新東からの移籍車で元々オリエンタルランド構内輸送用であった。
グッドネイバーホテルシャトルは当初は日野・セレガシリーズが中心だったが、2014年に三菱ふそう・エアロエースが加わっている。2005年に新浦安地区のグッドネイバーホテルがパートナーホテルに切り替わったため、一部が一般貸切用になりグッドネイバーホテル表記の無いものに塗装変更された。また高速バス用として乗合登録に変更された車両もあるほか、京成バス新習志野高速営業所および京成バスシステムに転出した車両もある。これらの用途は窓下の帯の色で判別できる。赤帯＝特定登録（グッドネイバーシャトル）、黄帯＝貸切登録（一般貸切用）、青帯＝乗合登録（高速バス用）。
高速バスは新車のエアロエースに加え、前述のように元グッドネイバーホテルシャトルのセレガRが転用される。京成グループ他社からは京成バス新習志野高速営業所から三菱ふそう・エアロバスが、東京ベイシティ交通からいすゞ・ガーラ（2代目）が転入している。
その他、トヨタ・ハイエースと日野・リエッセIIがある。ハイエースは当初はピンク色だったが現在はシルバーになっている。少人数の貸切や運転手の交代要員の輸送などに使用している。

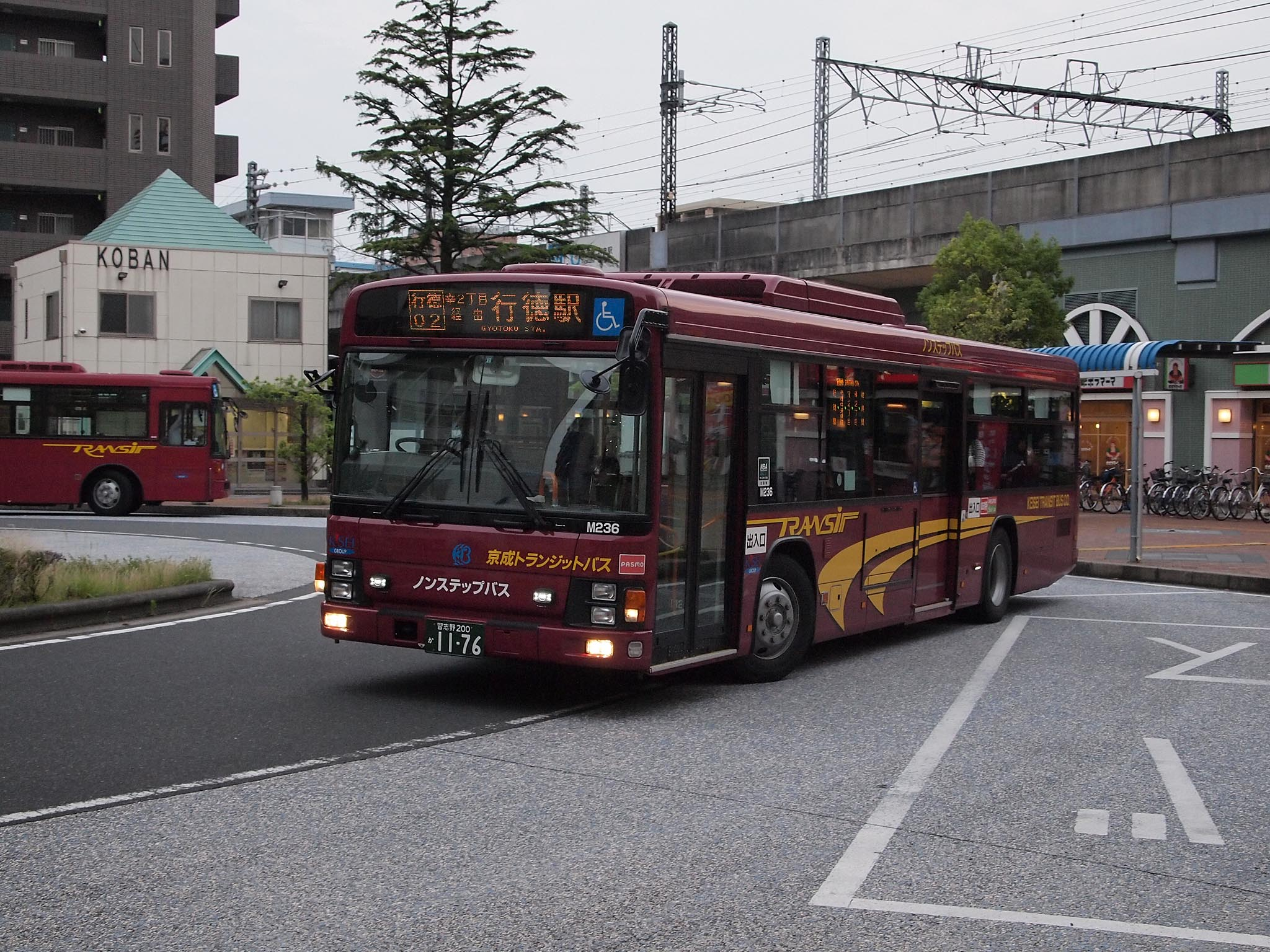
路線車（エルガ）
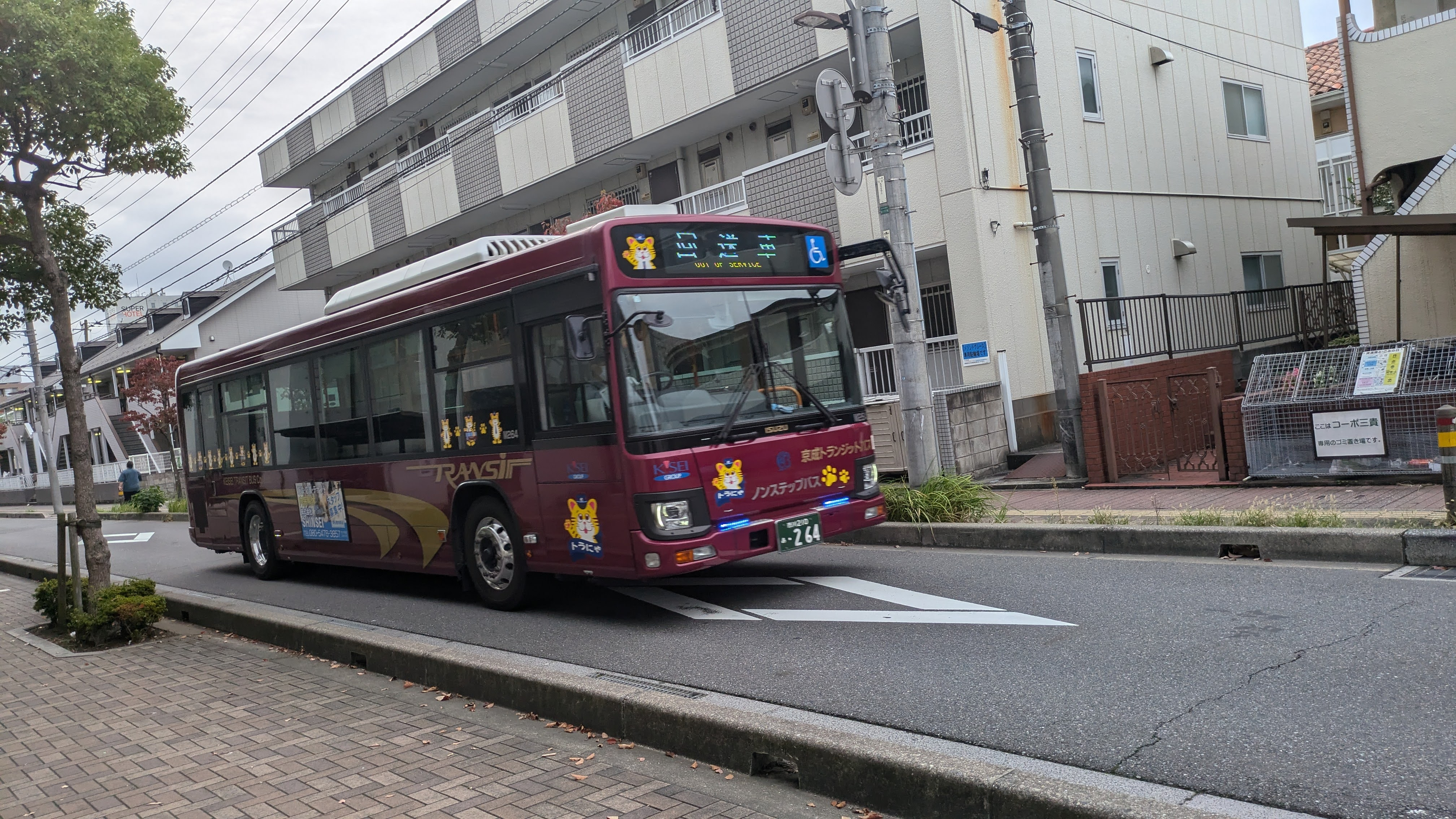
トラにゃ装飾車(エルガ)
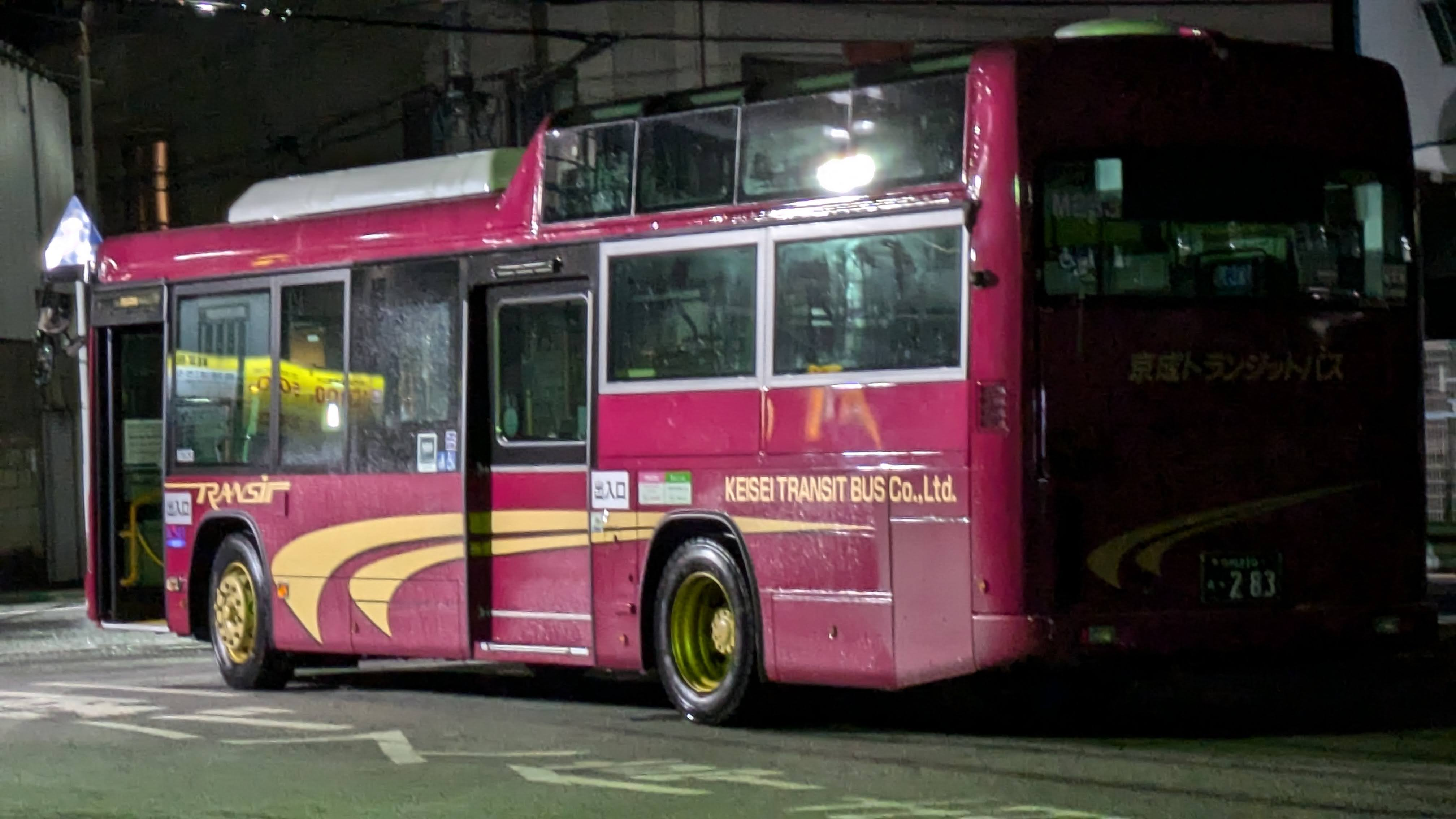
FUN!BUS
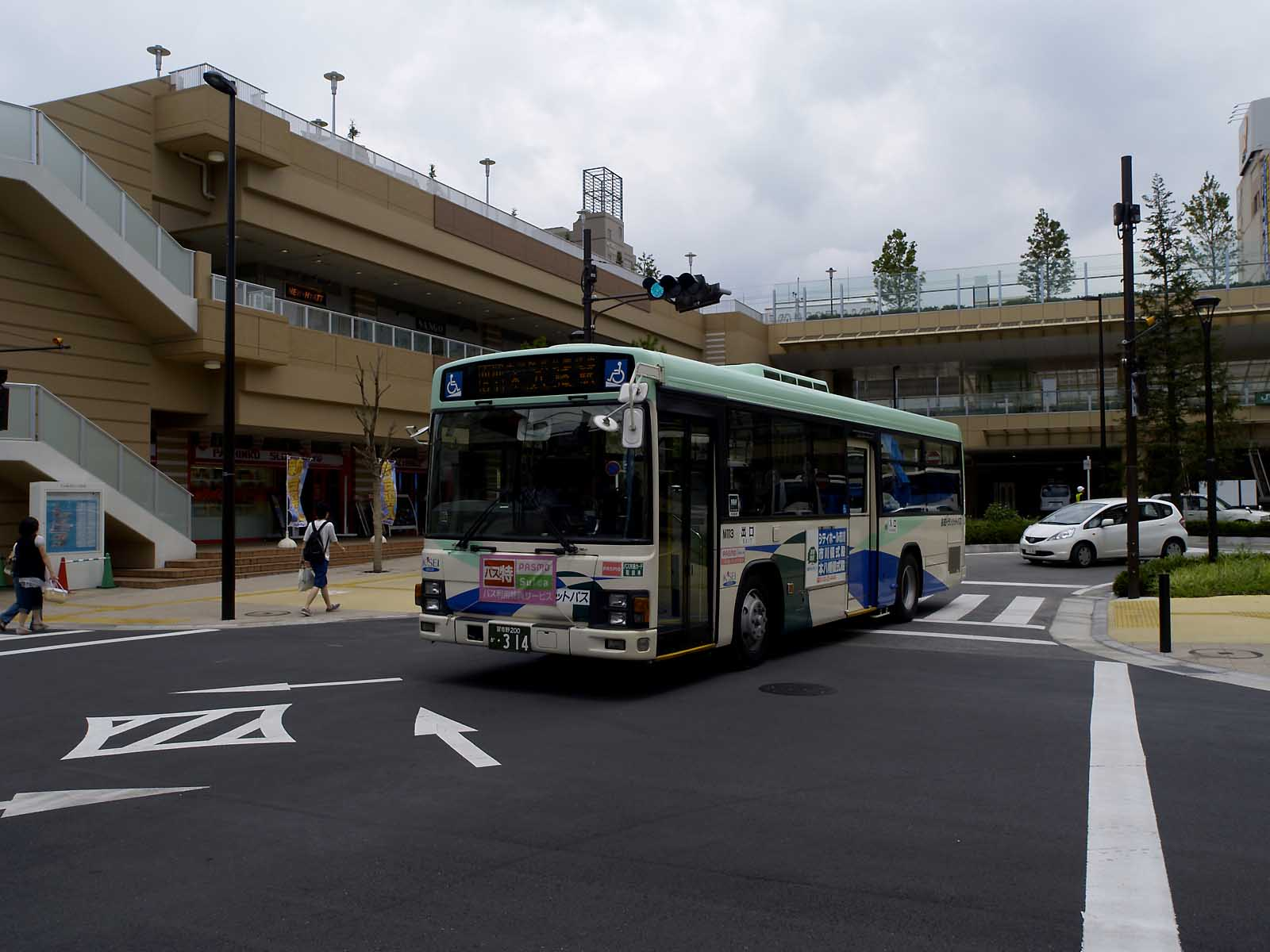
元市川ラインバス塗装（エルガ）
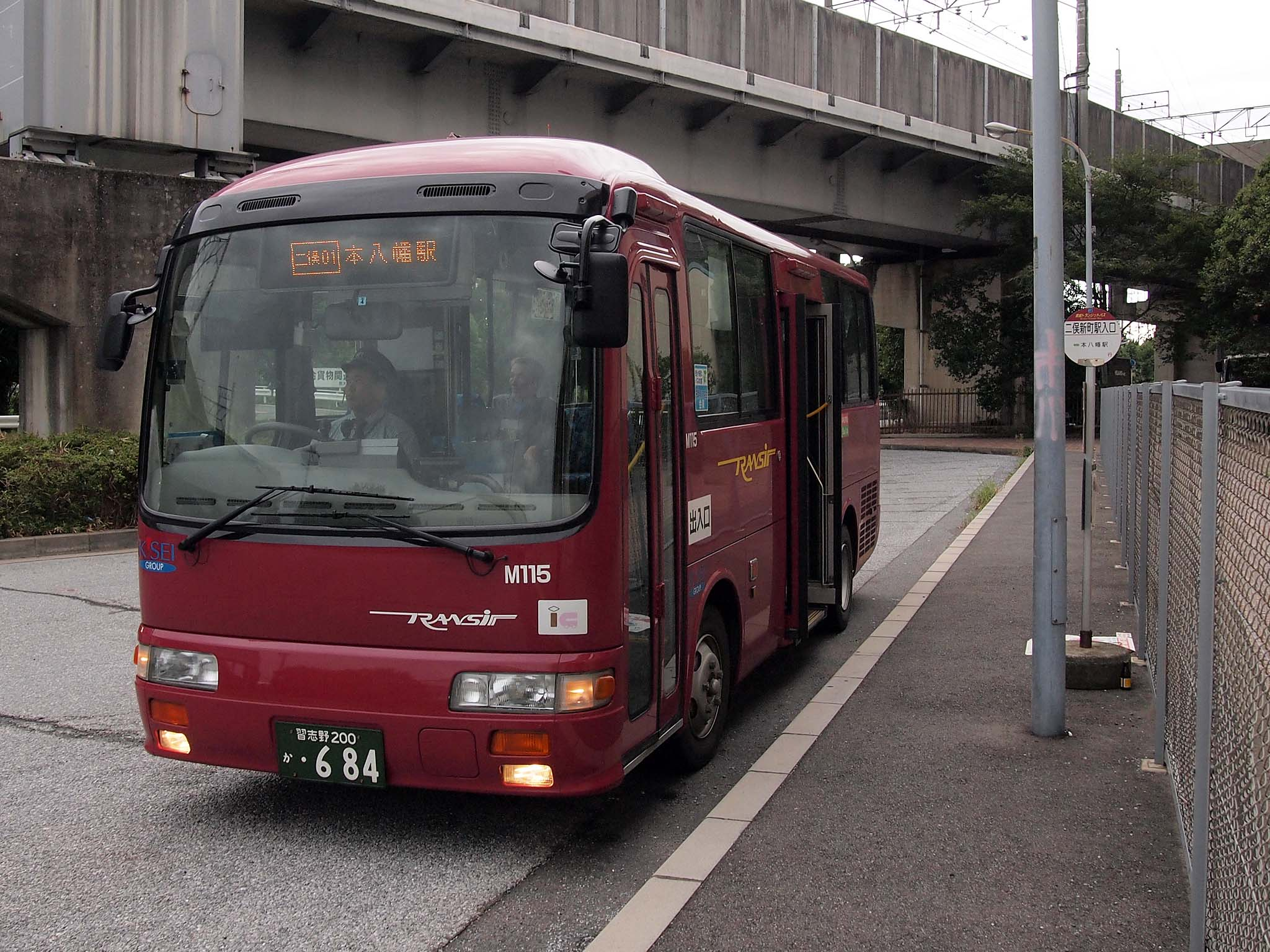
原木線のリエッセ
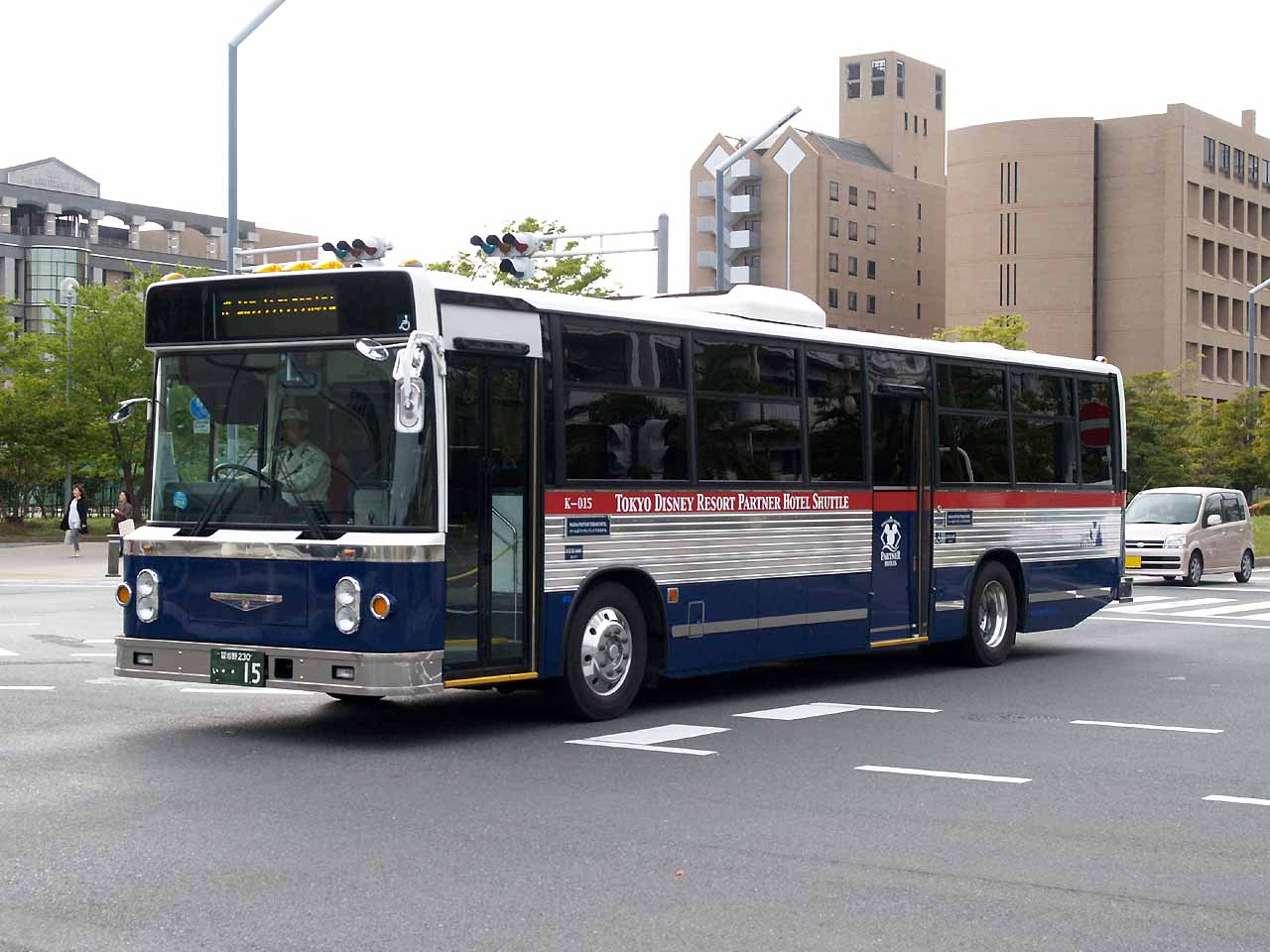
パートナーホテルシャトル（ブルーリボンシティ）
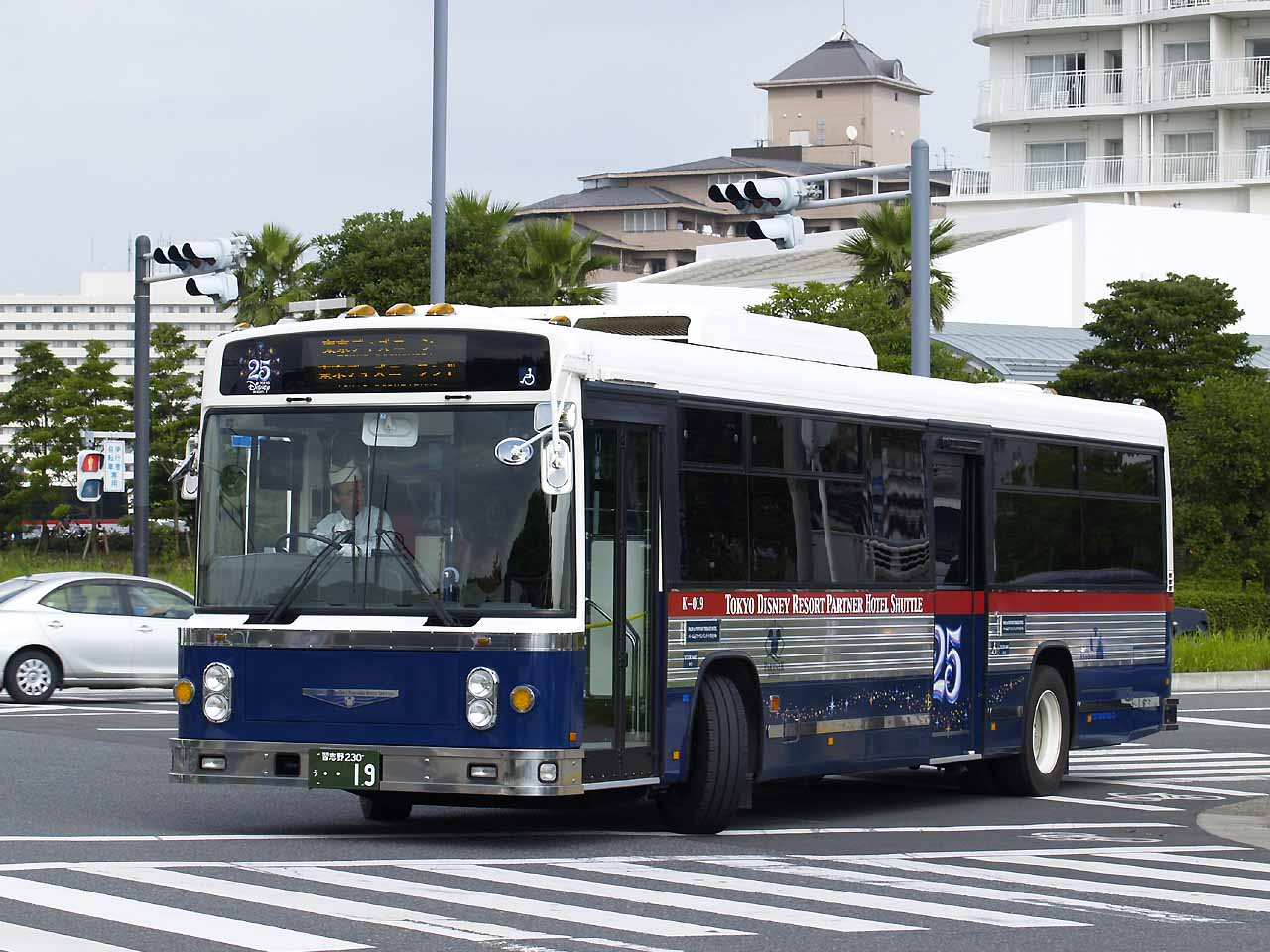
パートナーホテルシャトル（ブルーリボンII）
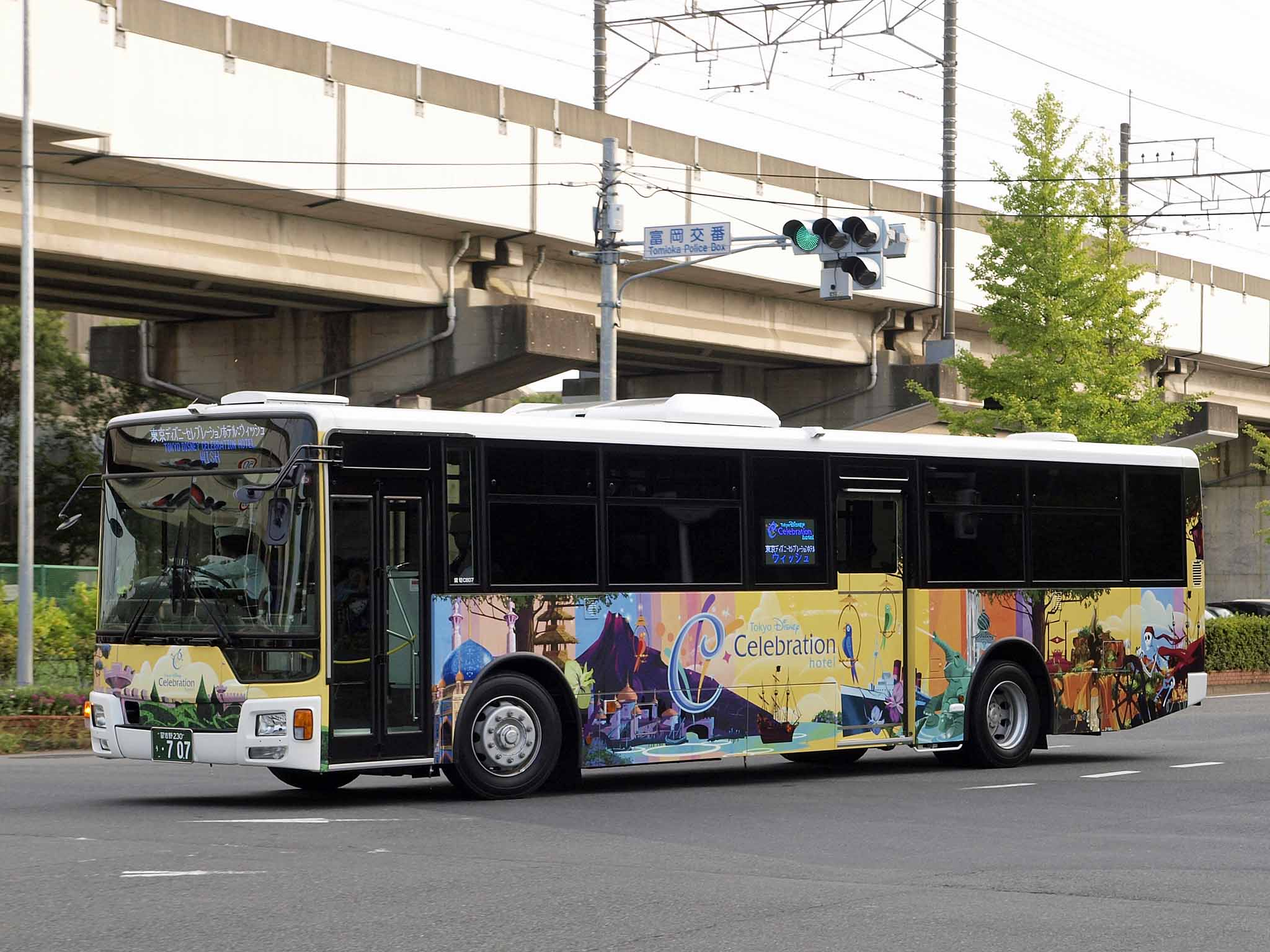
ウィッシュ＆ディスカバーシャトル（エアロスター）
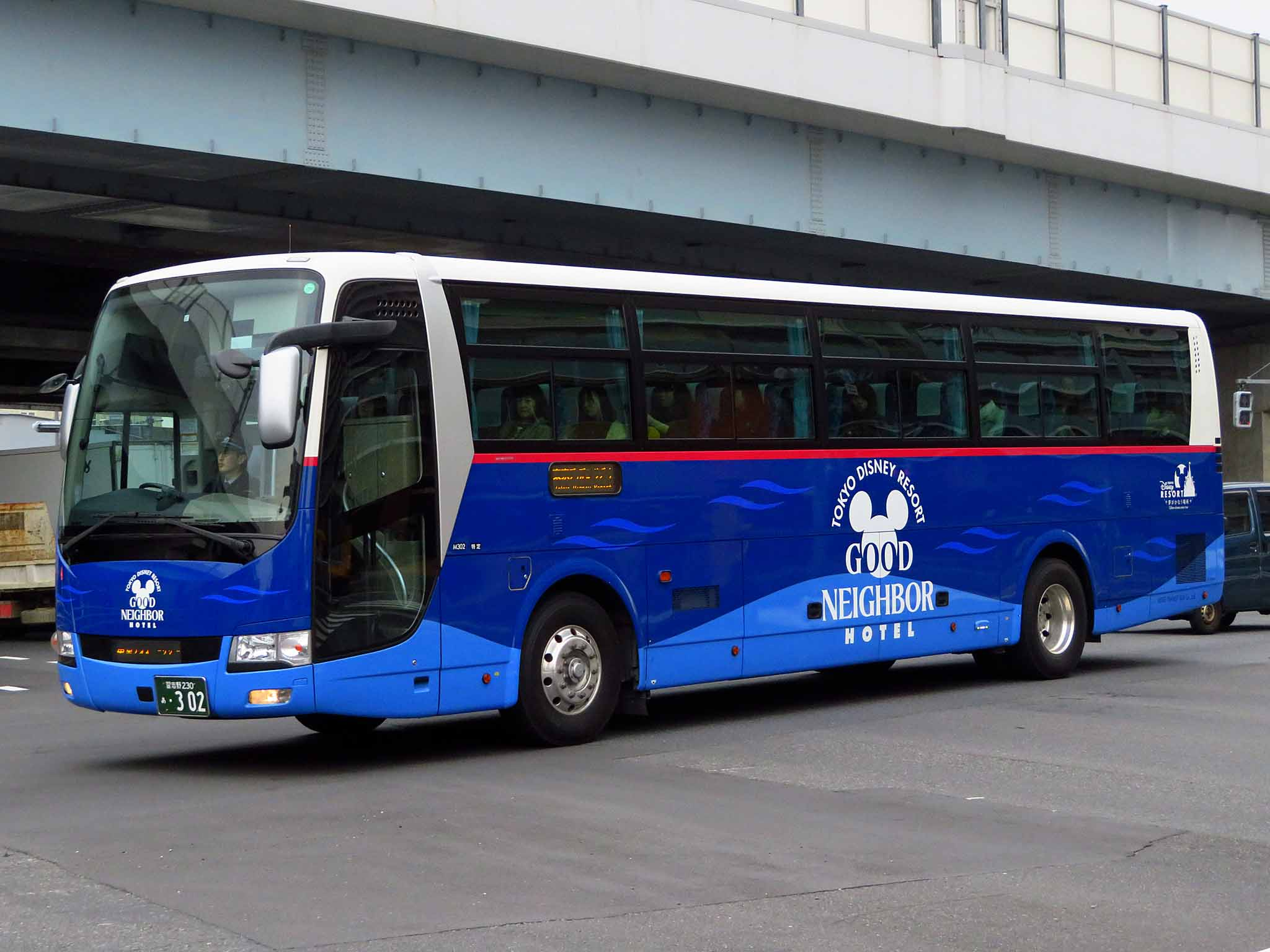
グッドネイバーホテルシャトル（エアロエース）
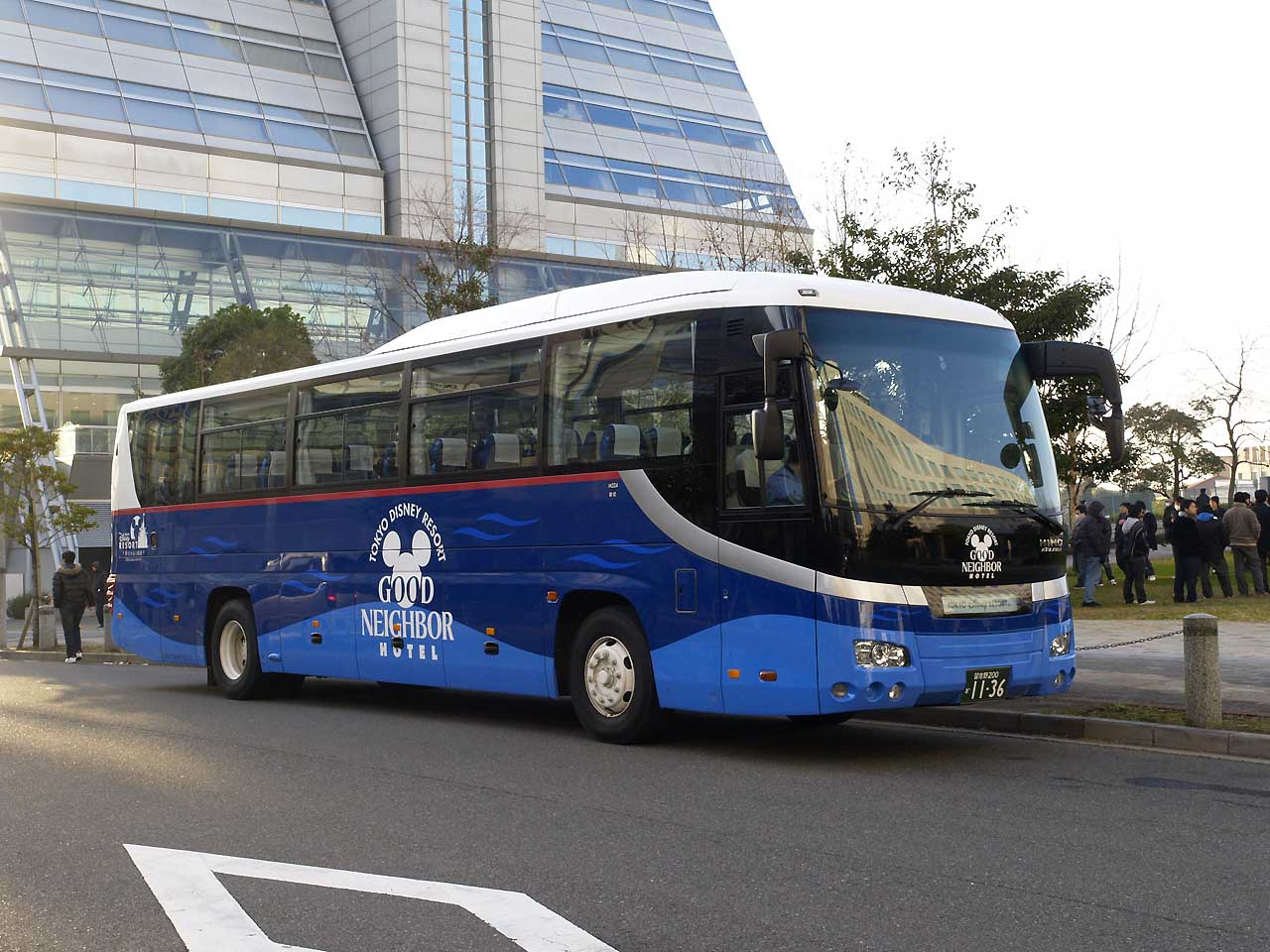
グッドネイバーホテルシャトル（セレガ）
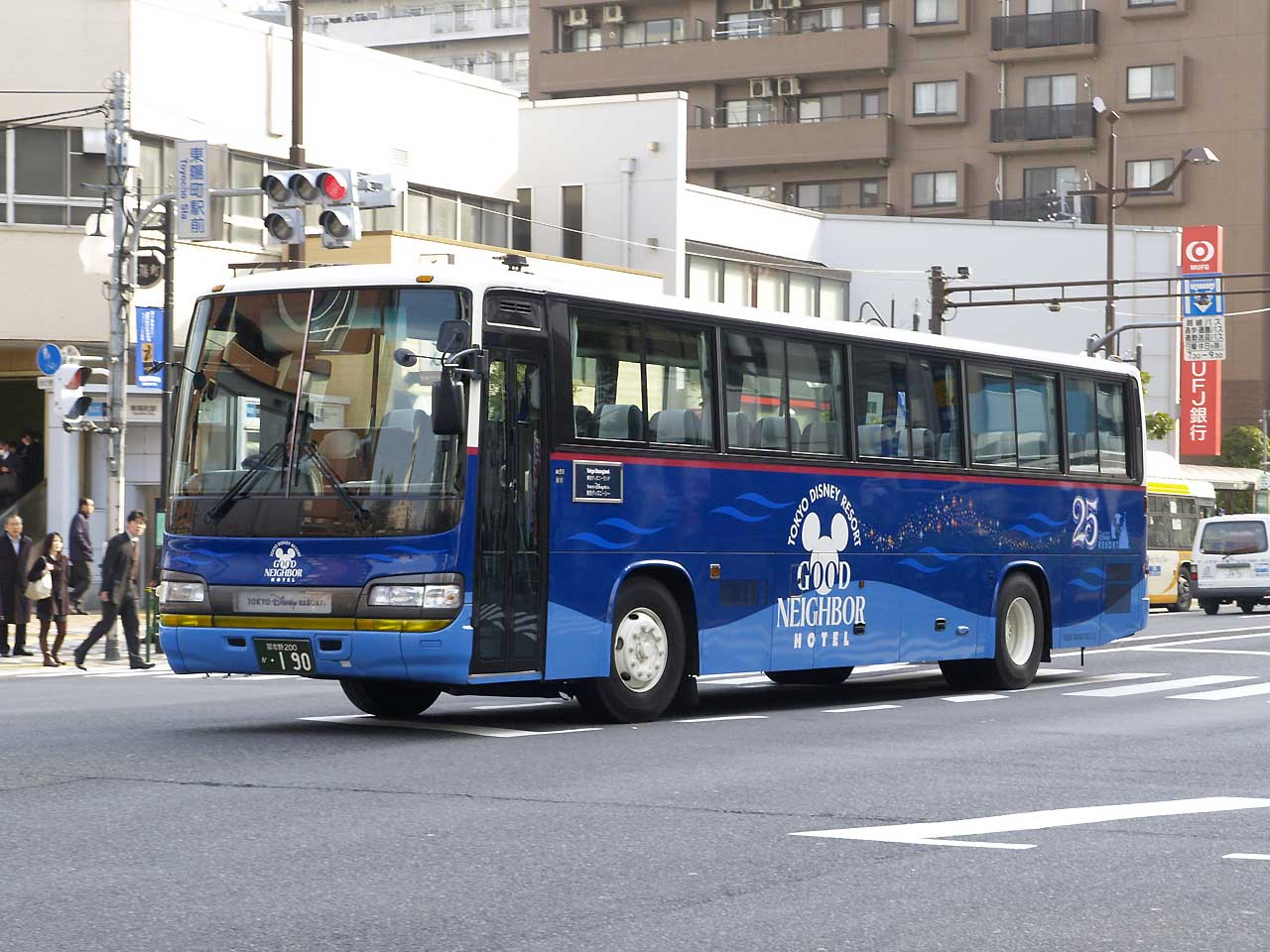
グッドネイバーホテルシャトル（セレガR）
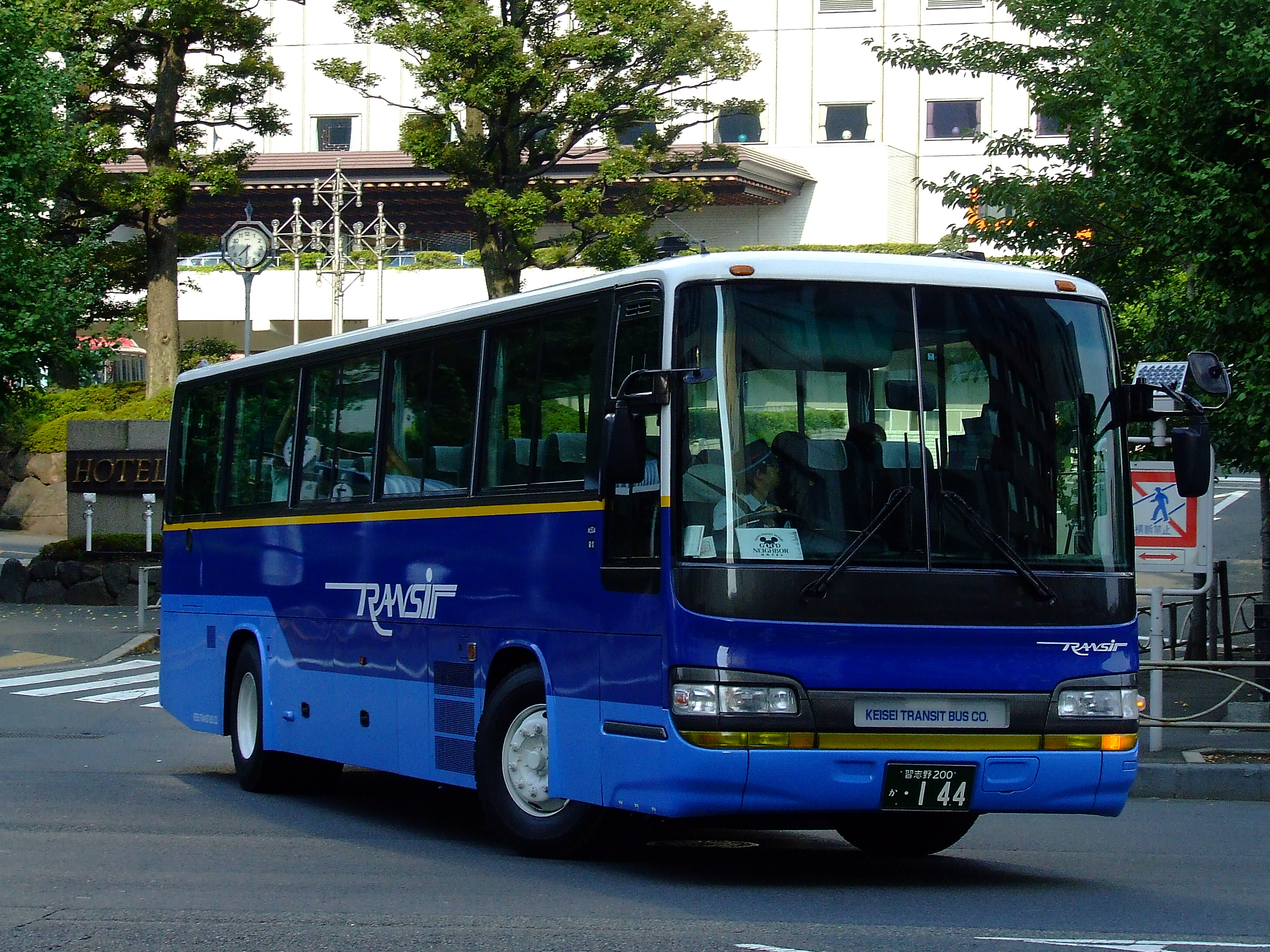
グッドネイバーホテルシャトル（セレガR 一般貸切転用車による運用）
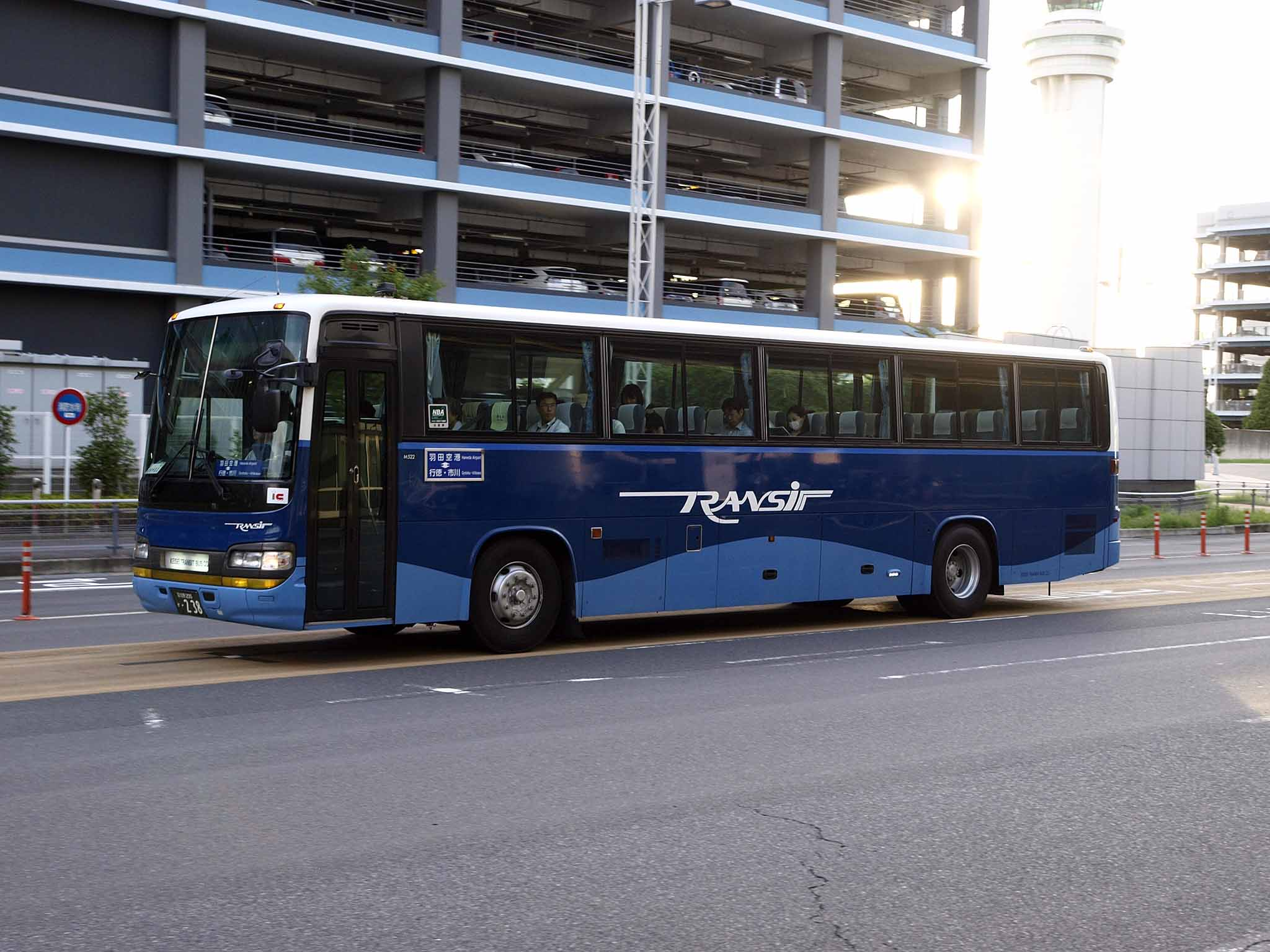
市川・行徳 - 羽田空港線（セレガR：元グッドネイバーホテルシャトルの乗合転用車）
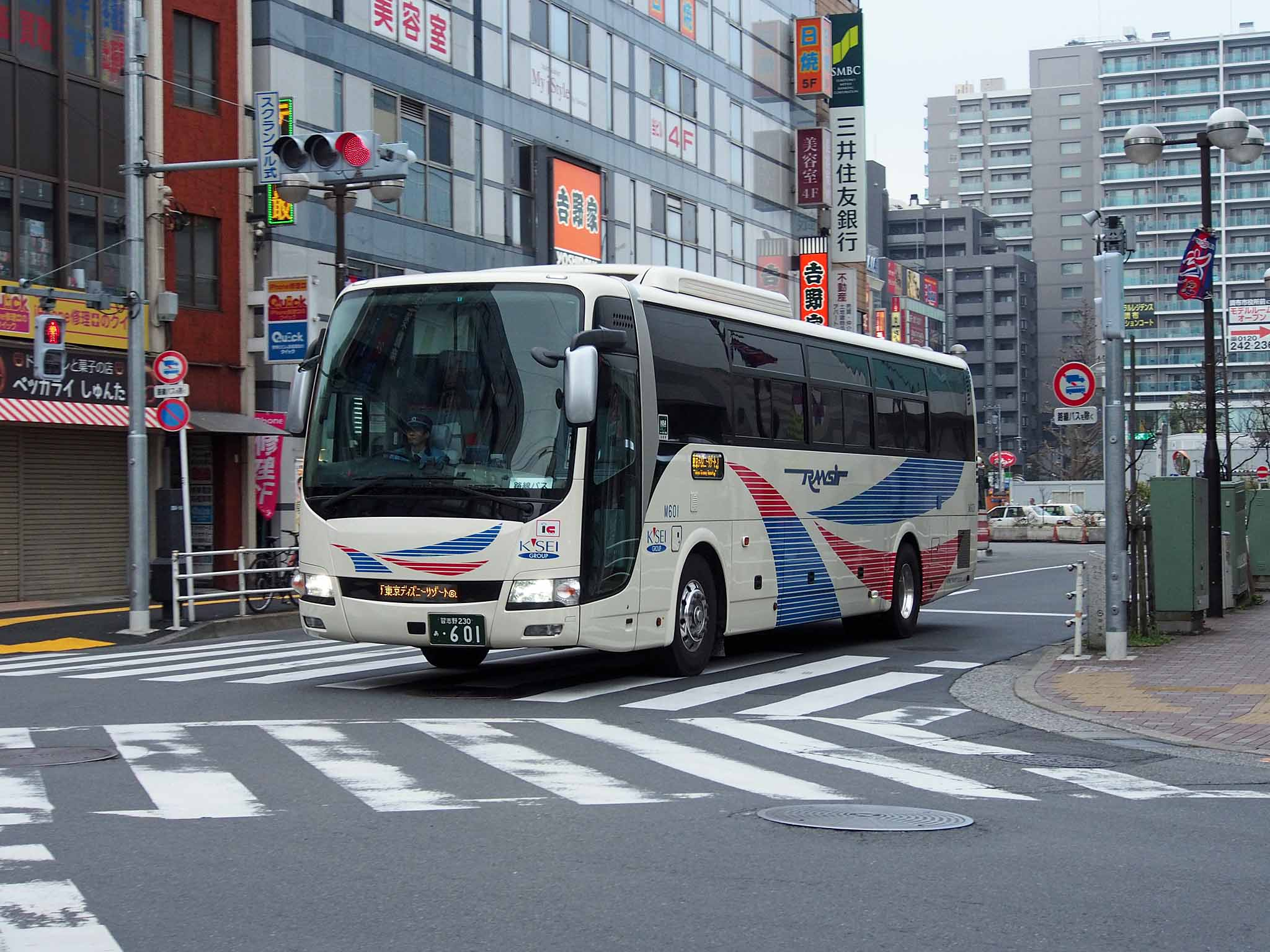
調布 - ディズニーリゾート線（エアロエース）
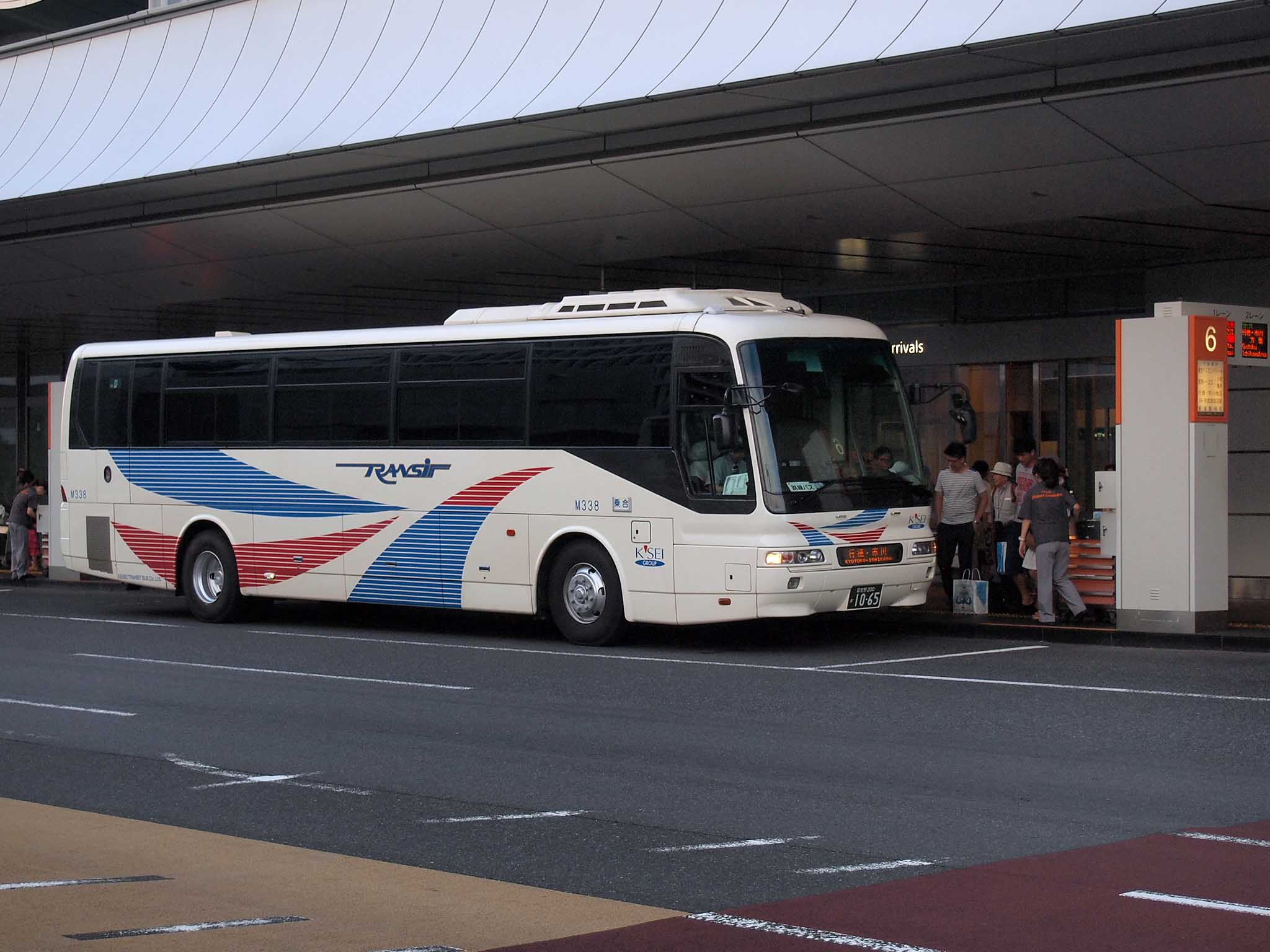
京成バスから転入したエアロバス